# Bioparc de Doué-la-Fontaine
 (avril 2013).
Si vous disposez d'ouvrages ou d'articles de référence ou si vous connaissez des sites web de qualité traitant du thème abordé ici, merci de compléter l'article en donnant les références utiles à sa vérifiabilité et en les liant à la section « Notes et références ».
Le Bioparc de Doué-la-Fontaine est un parc zoologique français situé en région Pays de la Loire, dans le département de Maine-et-Loire, sur le territoire de la commune rurale de Doué-la-Fontaine, à une vingtaine de kilomètres de Saumur. Il s'est appelé Zoo des Minières de sa création par Louis Gay en 1961 jusque dans les années 1980, puis a été connu sous le nom de Zoo de Doué-la-Fontaine. En 2011, il prend le nom de Bioparc à l'occasion des 50 ans du parc. Propriété de la famille Gay, qui possède aussi le Zoo des Sables en Vendée, il est dirigé par Pierre et François Gay, fils et petit-fils du fondateur.
Implanté au cœur d'anciennes carrières d'extraction de pierre coquillière, ce qui lui confère un caractère troglodytique particulier, il s'étend sur 17 hectares et présente plus de 1 900 animaux de 130 espèces. C'est l'un des rares zoos français à présenter des rhinocéros noirs et des okapis.
Premier parc zoologique privé de France à devenir membre permanent de l'Association européenne des zoos et aquariums (EAZA), dès les années 1980, il s'engage dans la conservation ex situ en participant à des programmes européens pour les espèces menacées (EEP) et il coordonne deux d'entre eux. Le Bioparc est l'initiateur des « Projets Nature » qui visent à protéger les milieux naturels et les espèces qui y vivent. En 2013, près de 25 projets, financés en grande partie par le Bioparc, sont en place à travers le monde. Il est également membre de l'Association mondiale des zoos et aquariums (WAZA).
Avec plus de 200 000 visiteurs par an depuis 10 ans, c'est l'un des sites touristiques les plus fréquentés du département de Maine-et-Loire.

## Le parc

### Situation géographique
Situé près de la vallée de la Loire, à environ 17 km de Saumur et 41 km d'Angers, le Bioparc de Doué-la-Fontaine est original de par son implantation troglodytique.
Installé dans des carrières de falun — roche typique de la région et dont les origines remontent à plusieurs millions d'années —, le parc se visite sur deux niveaux, organisés géographiquement autour de différents espaces animaliers.

### Historique du parc
L'inauguration du zoo des Minières a lieu le 14 juillet 1961, en présence du maire de Doué-la-Fontaine et des notables de la ville. En accédant à la carrière, les premiers visiteurs découvrent un cadre luxuriant. Les animaux sont exposés le long d'un parcours ombragé, à l'intérieur de caves troglodytes ou d'enclos arborés. L'attraction principale est Asma, une jeune lionne recueillie auprès d'un cirque de passage. La première année, le parc recense 8 000 visiteurs.
Au cours des années suivantes, de transactions en démarches notariales, d'études cadastrales en négociations bancaires, Louis Gay acquiert de nouvelles parcelles. Toujours en respectant l'intégrité du site, d'autres carrières sont aménagés. Les travaux font évoluer le site et le caractérisent. De nouvelles espèces viennent enrichir la collection animale. Le parc se développe et l'entreprise prospère.
En 1972, Pierre Gay rejoint son père à la direction du parc zoologique. Immédiatement, il commence par reconsidérer le territoire alloué aux animaux. Son père sait écouter et changer de modèle. Moins d'espèces, plus d'espace. La qualité au détriment de la quantité. Petit à petit, le zoo engage des travaux. C'est un début mais il faut poursuivre. Pierre se pose d'autres questions et attend d'autres réponses.
En mai 1978, sur les conseils de Noël Chapon, herpétologiste lyonnais, Pierre Gay se rend à Jersey, afin d'y visiter le zoo de Gerald Durell qui propose, parait-il, une autre image de la captivité et qui participe à la sauvegarde d'espèces menacées. Cette visite est déterminante et décide Pierre Gay à se consacrer lui aussi à la sauvegarde des espèces menacées. De retour à Doué-la-Fontaine, il partage cette vision avec son père qui se laisse convaincre.
Au cours des années 1980, son implication dans la conservation ex-situ des espèces menacées et la richesse de sa collection font du zoo de Doué-la-Fontaine le premier parc privé français à intégrer l'association européenne des zoos et des aquariums.
En juin 1996, le zoo de Doué-la-Fontaine organise le congrès annuel de l'EAZA. Près de 300 participants, dirigeants et coordinateurs d'élevage, vétérinaires, biologistes et animateurs pédagogiques se réunissent à Saumur pour dresser le bilan des activités menées dans les zoos Européens, et anticiper l'avenir. L'événement renforce la légitimité du zoo de Doué-la-Fontaine, dont les pairs louent déjà l'implication et la contribution au sein de la communauté zoologique Européenne. L'établissement de la famille Gay bénéficie d'une grande estime et est devenue une référence à l'échelle du vieux continent.
En 1998, deux femelles jaguars s'échappent de leur enclos, l'une d'entre elles tue un enfant de cinq ans, et sera ensuite abattue par un gendarme. La seconde sera euthanasiée peu de temps après.
En 2001, le parc célèbre ses quarante années d'existence. Pour marquer l'événement, Pierre Gay décide de soutenir quarante projets de conservation à travers le monde, lançant ainsi les « Projets Nature ».
Au cours des années 2000, le lancement des projets natures permet au zoo de s'ouvrir encore plus au monde. Pierre Gay n'oublie pas, néanmoins, de poursuivre l'évolution du parc en lui-même. Le bâtiment d'accueil, construit à l'hiver 2002, est le tout premier des chantiers d'envergure qui, en termes d'infrastructures, marque aussi la décennie des grands projets. Les suivants se concrétisent à partir de 2005, après une longue période de réflexion, qui coïncide avec l'arrivée et la prise de fonction à la direction du parc de François Gay, fils de Pierre et petit-fils de Louis.
En 2011, à l'occasion de son cinquantième anniversaire, le parc prend officiellement le nom de Bioparc de Doué-la-Fontaine.

## Installations et espèces présentées
Le parc couvre une superficie de 17 hectares et abrite près de 1 900 animaux (dont plus de 1200 oiseaux) appartenant à 130 espèces.
De nombreuses naissances ont lieu tout au long de l'année. Le parc en enregistre environ 150 chaque année.

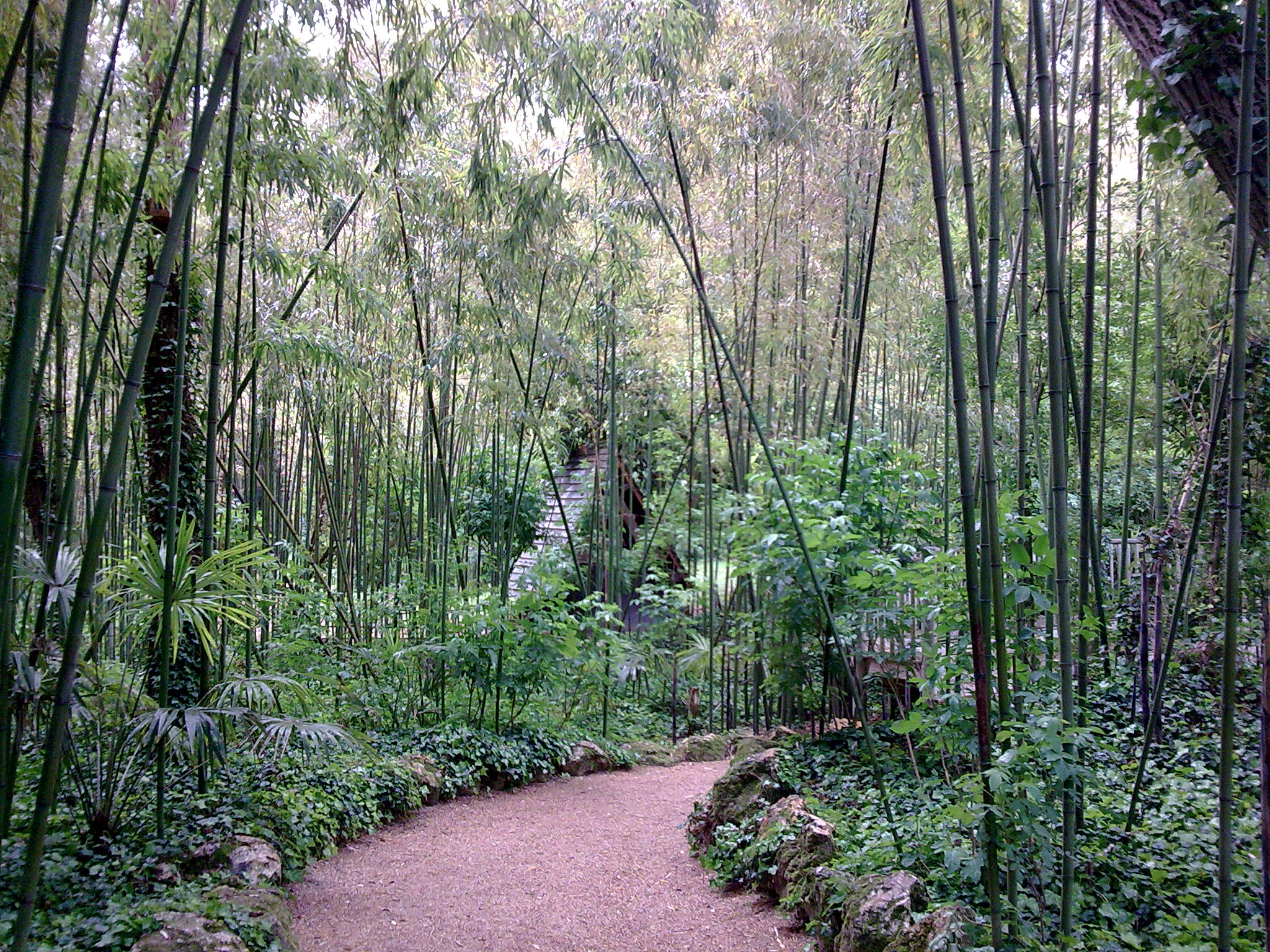
Bambouseraie.
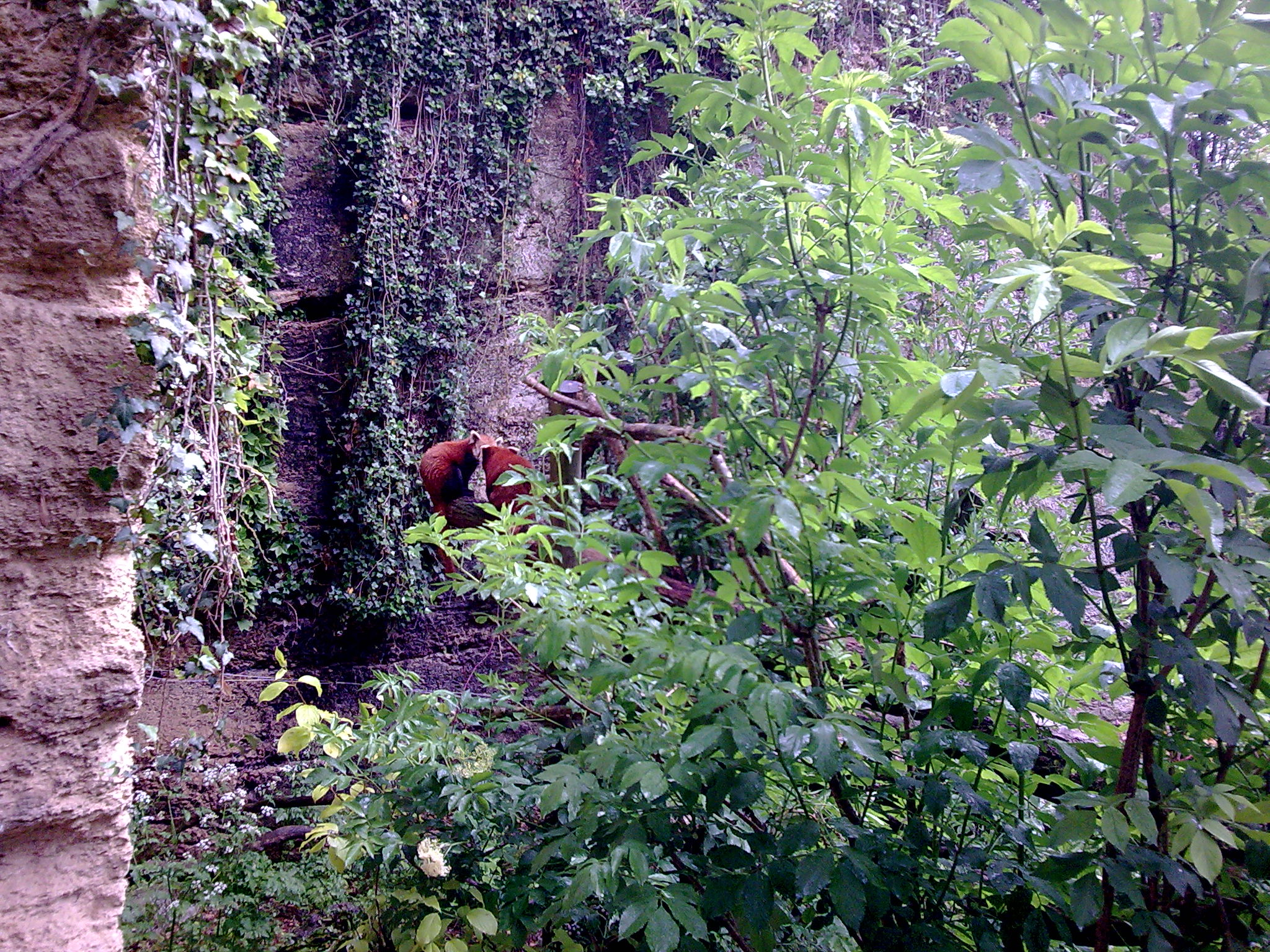
Le vallon des Pandas Roux.
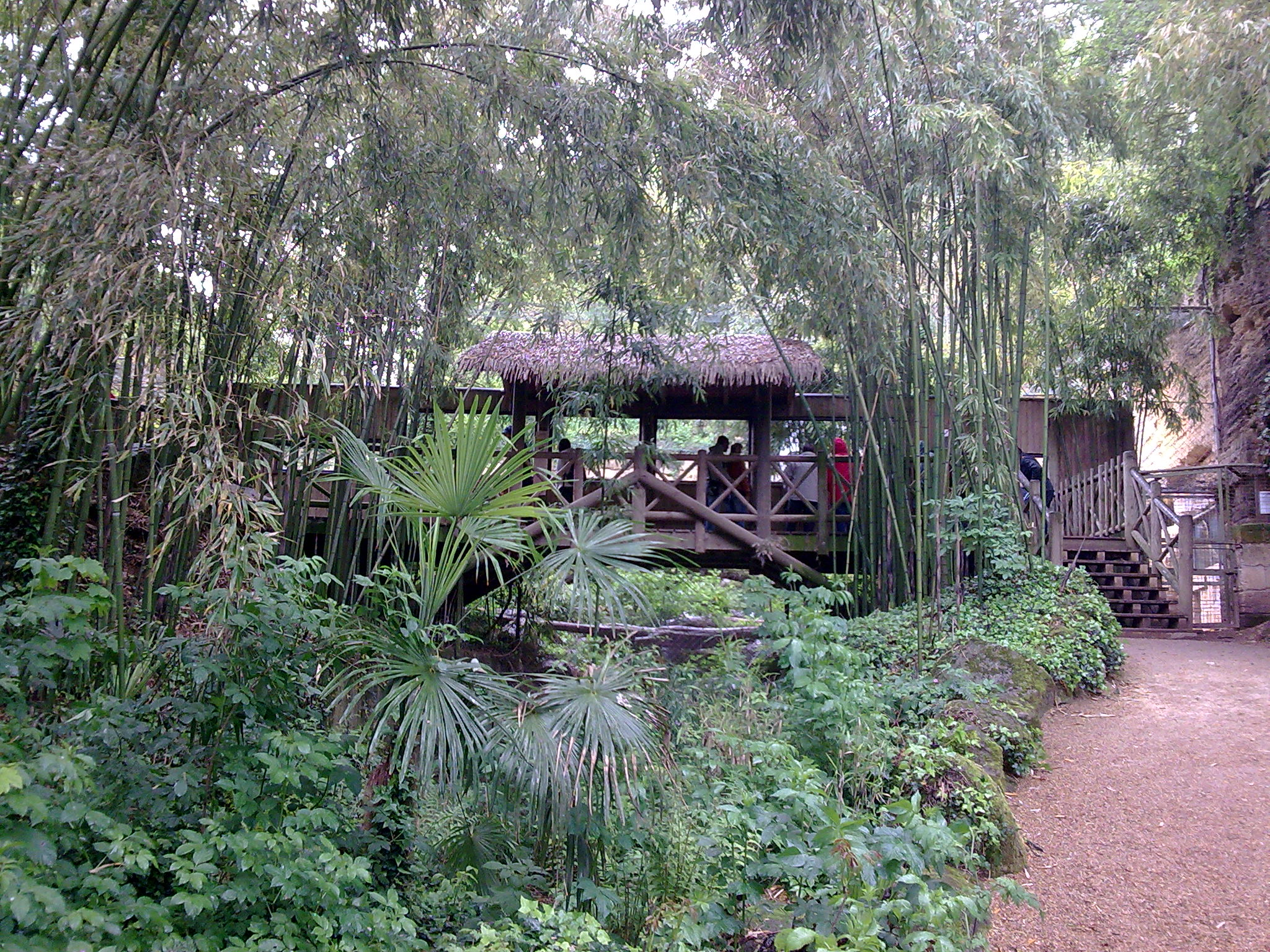
Le canyon des léopards.
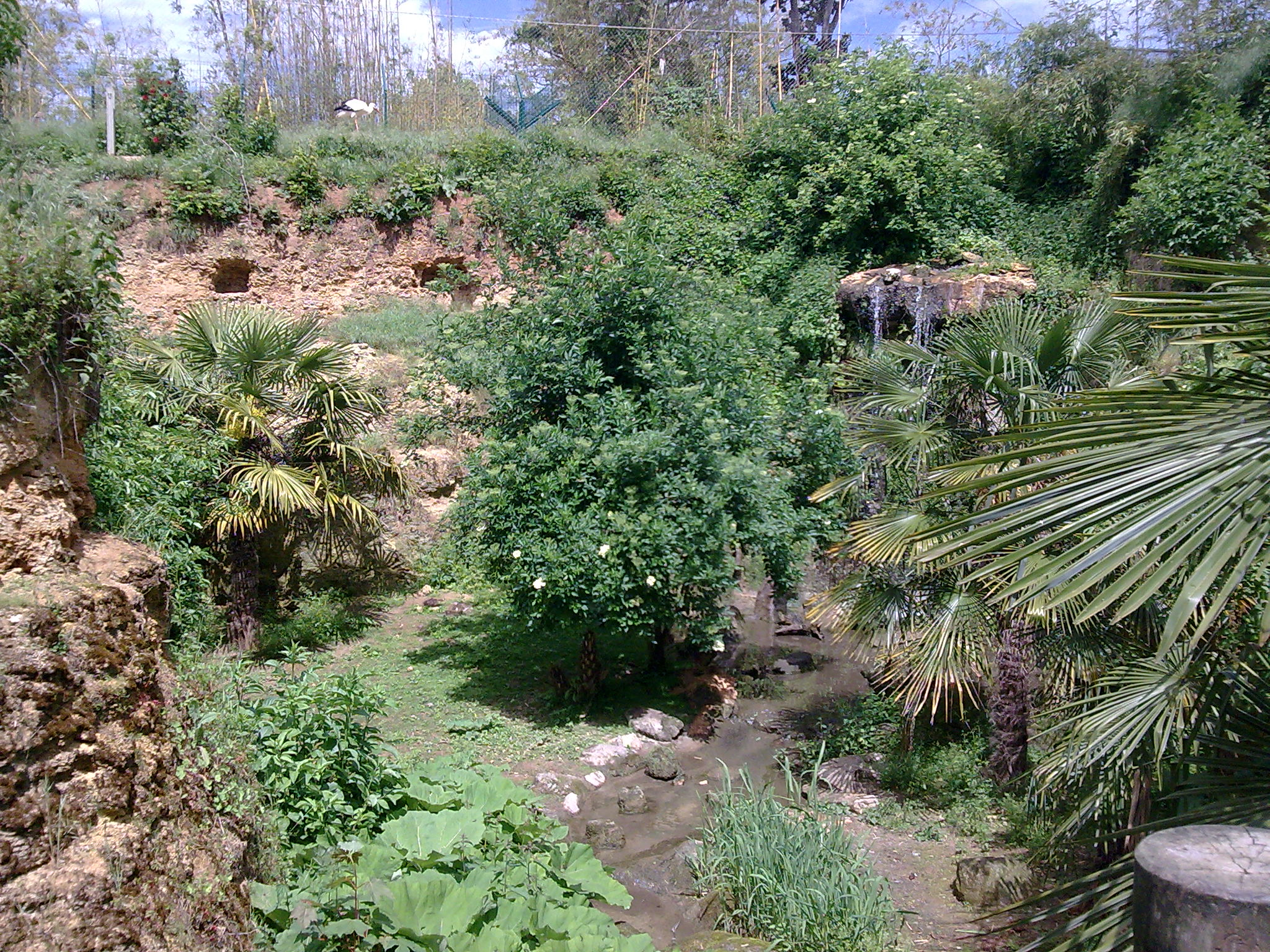
La volière européenne.
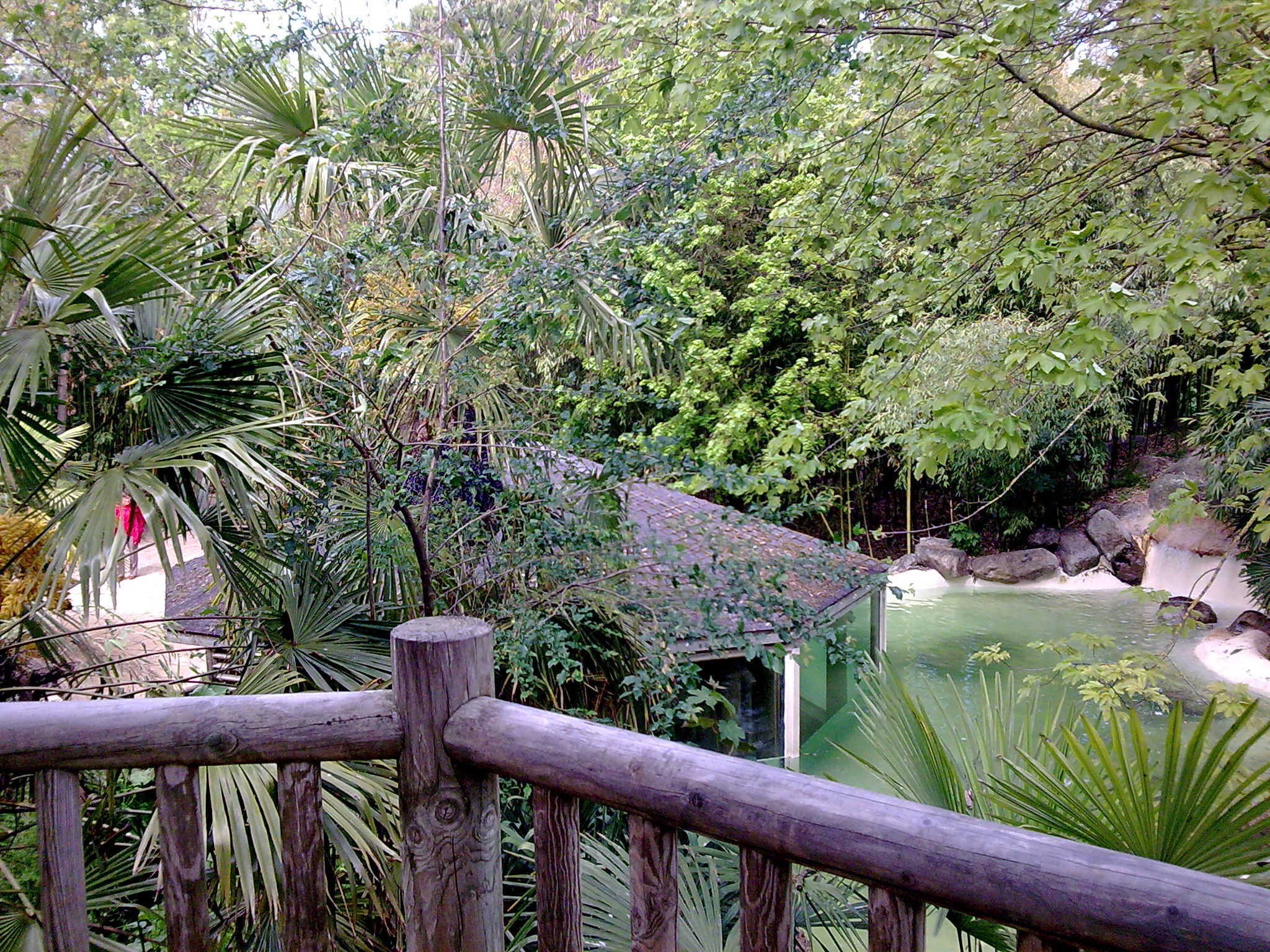
Le bassin des hippopotames pygmées.
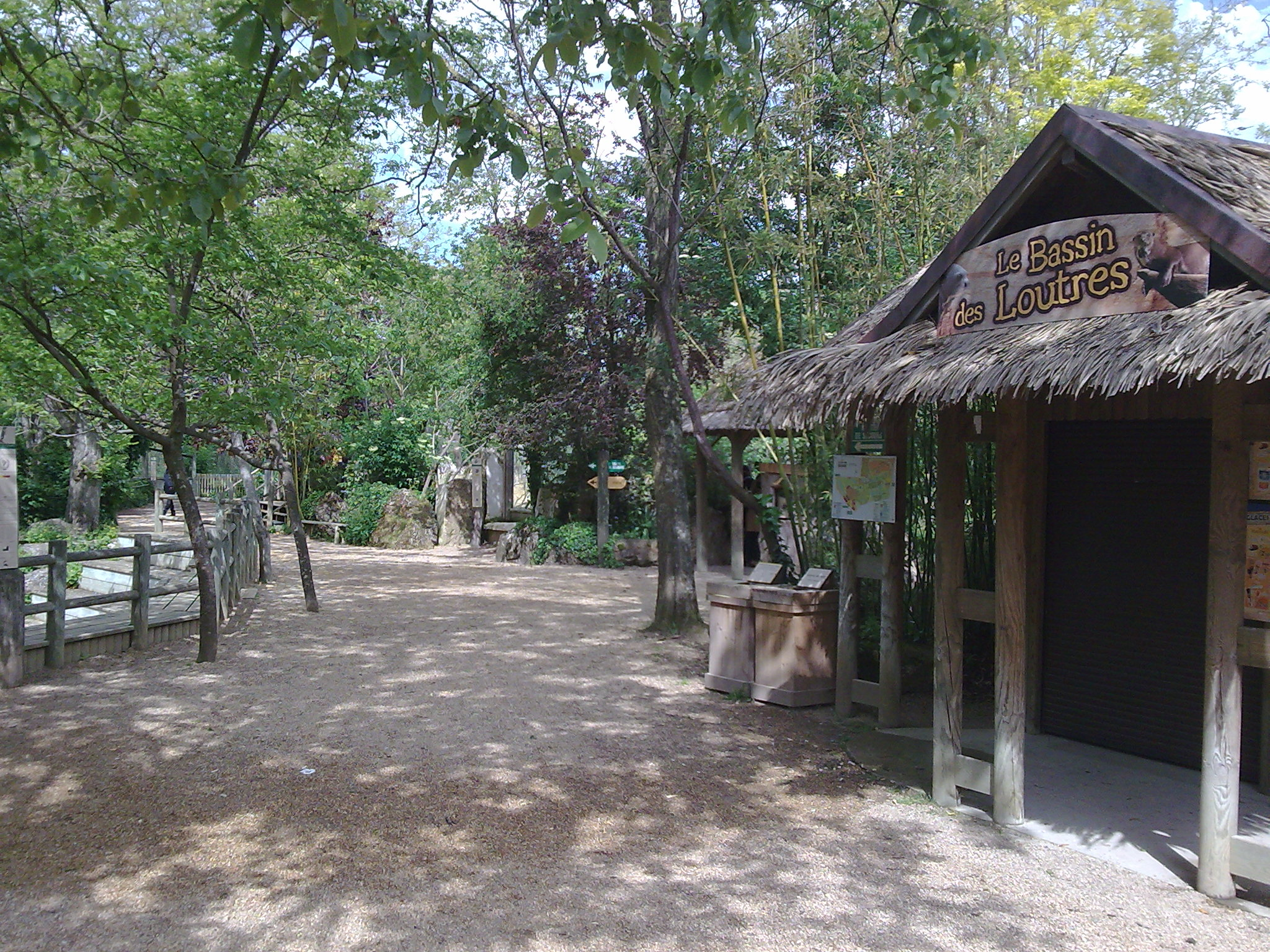
Allée du Bioparc.
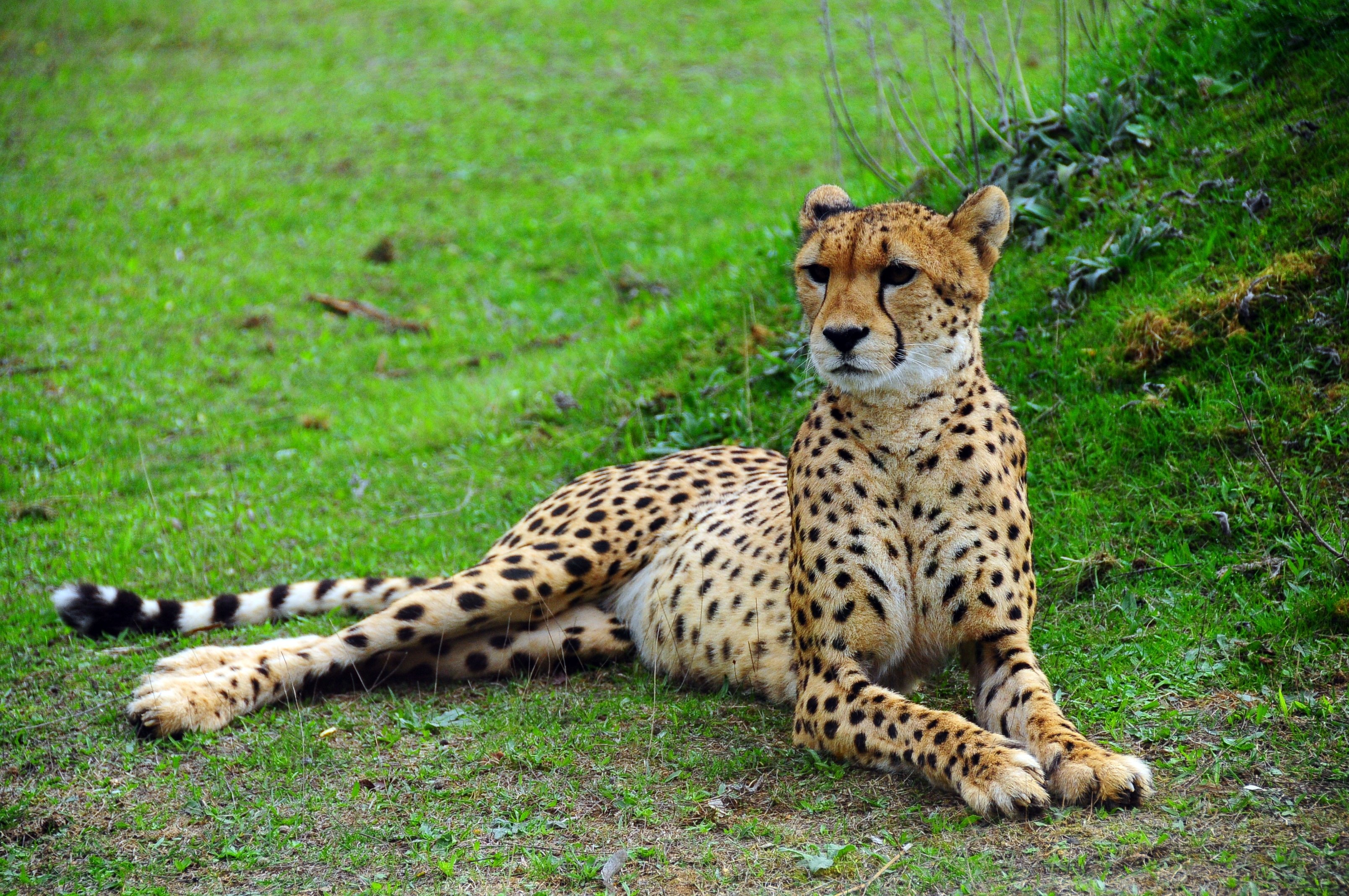
Guépard.
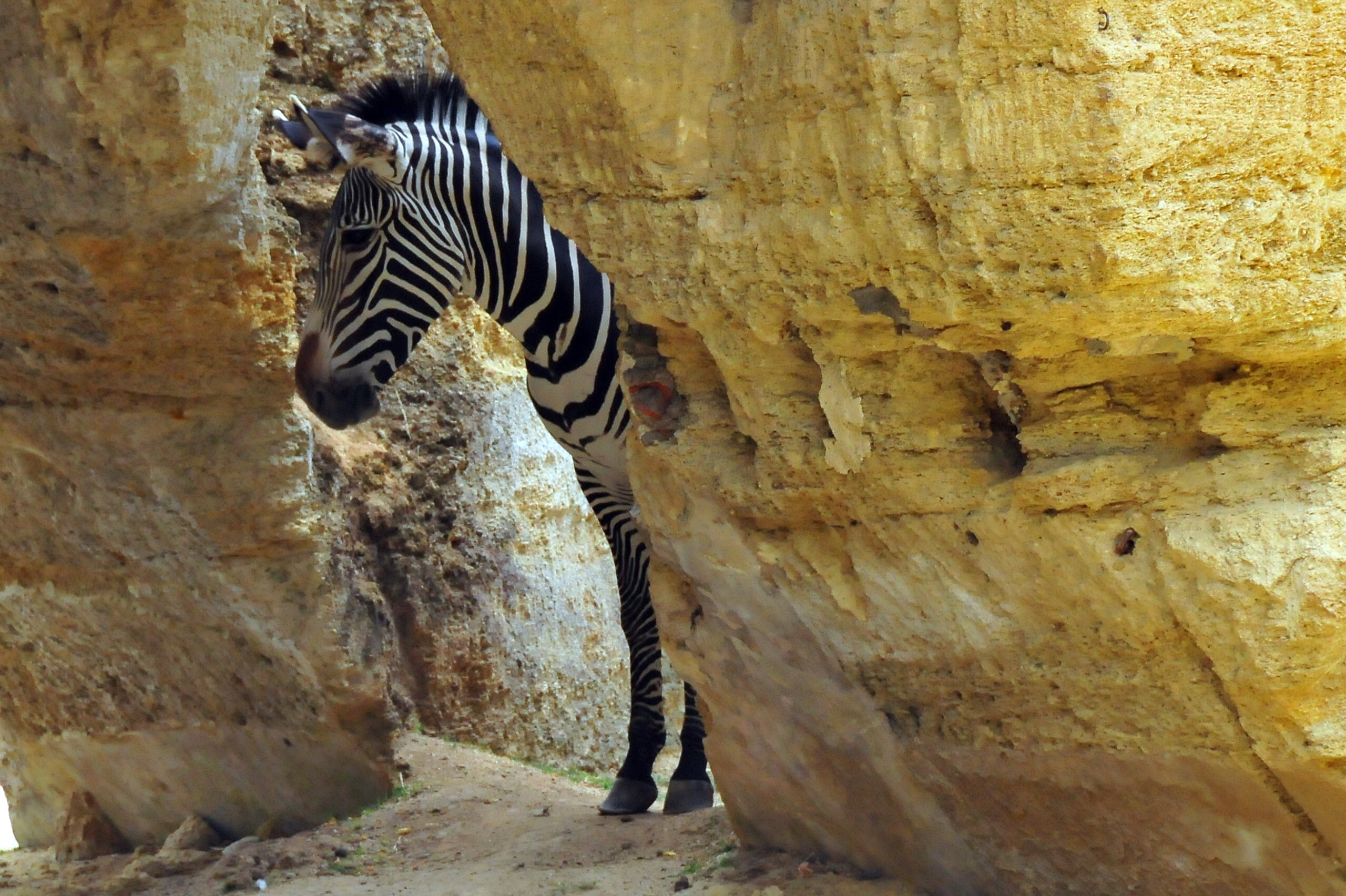
Zèbre dans le camp des Girafes.
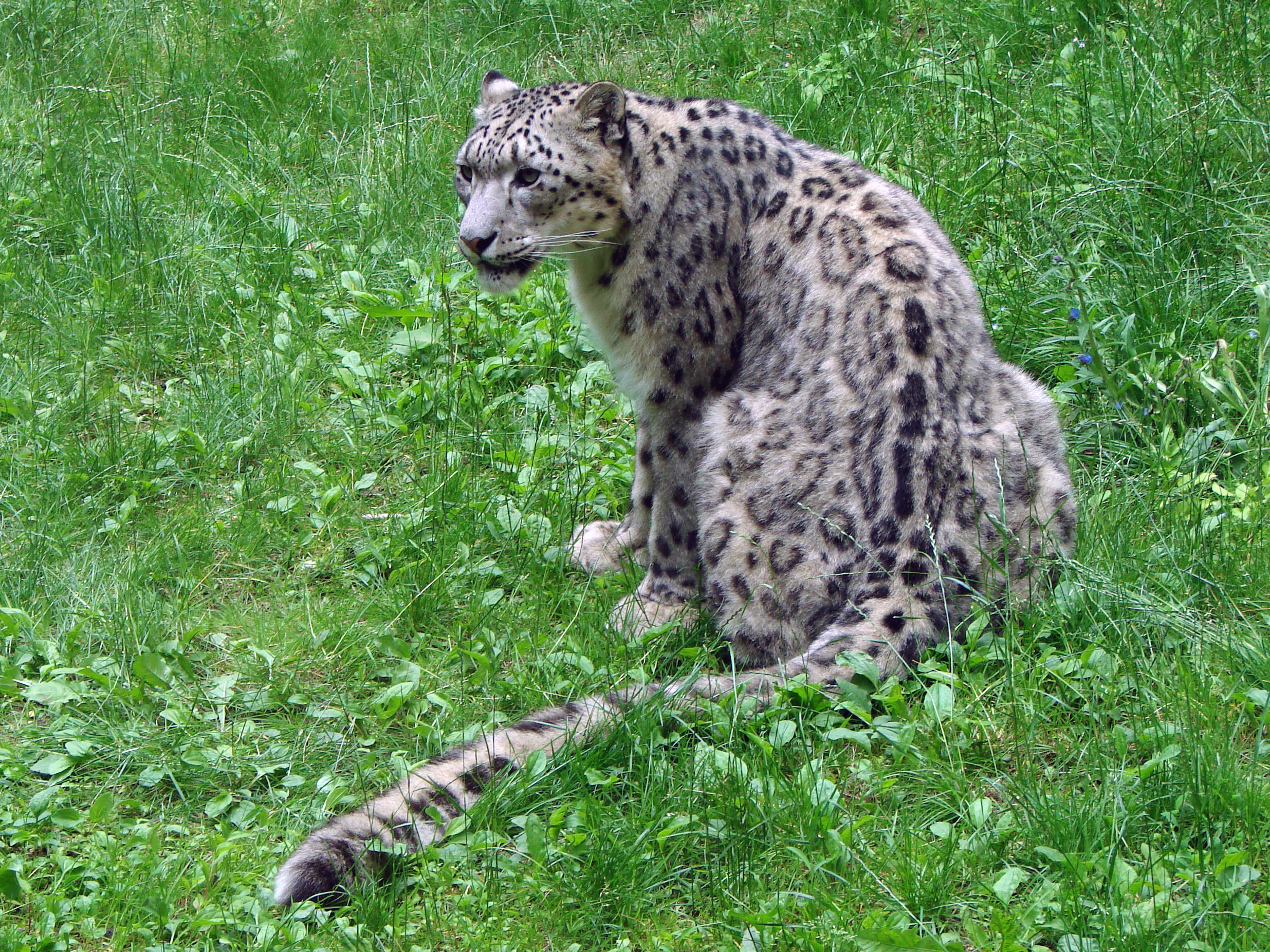
Panthère des neiges.

### La vallée des rhinocéros
En 2005, des rhinocéros noirs ont été installés dans une vallée de plus de deux hectares, creusée dans la roche, agrémentée de marigots et hérissée de pics de faluns couleur ocre. L'objectif est de favoriser la reproduction de ces animaux classés en danger critique d'extinction par l'Union internationale pour la conservation de la nature et de procéder un jour à des réintroductions en milieu naturel.
L'enclos des rhinocéros constitue la plus grande extension du parc depuis 1961. À partir d'une parcelle en friche, François gay a imaginé deux enclos de faluns, composés de terrasses en pente douce et séparés d'un promontoire rocheux, passerelle naturelle permettant au public d'avancer au milieu du décor. Le chantier aura duré sept mois. 100 000 m3 de roches ont été déblayés : des talus de 1 000 mètres de long pour 6 m de haut ont été élevés ; 1 200 arbres et arbustes et 2 500 pieds de graminées ont été plantés ; un bâtiment de 300 m2, dissimulé aux yeux des visiteurs, a été construit, tout comme dix grands portails d'acier de plus de 500 kg chacun.
Auprès des rhinocéros noirs vivent des gazelles de Mhorr ainsi que des oiseaux africains : oies-armées de Gambie et d'Égypte, et pintades de Numidie.

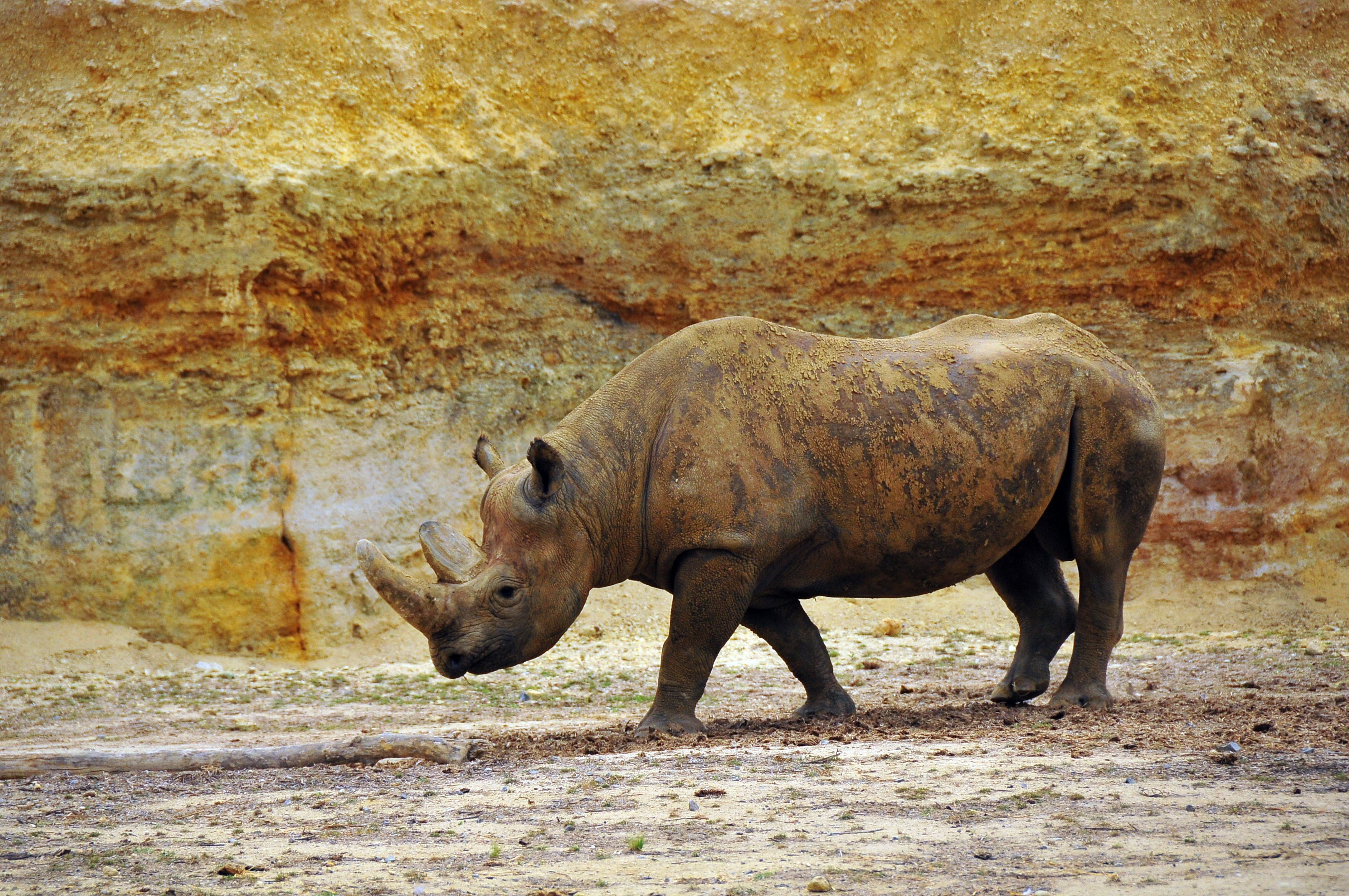
Rhinocéros noir.
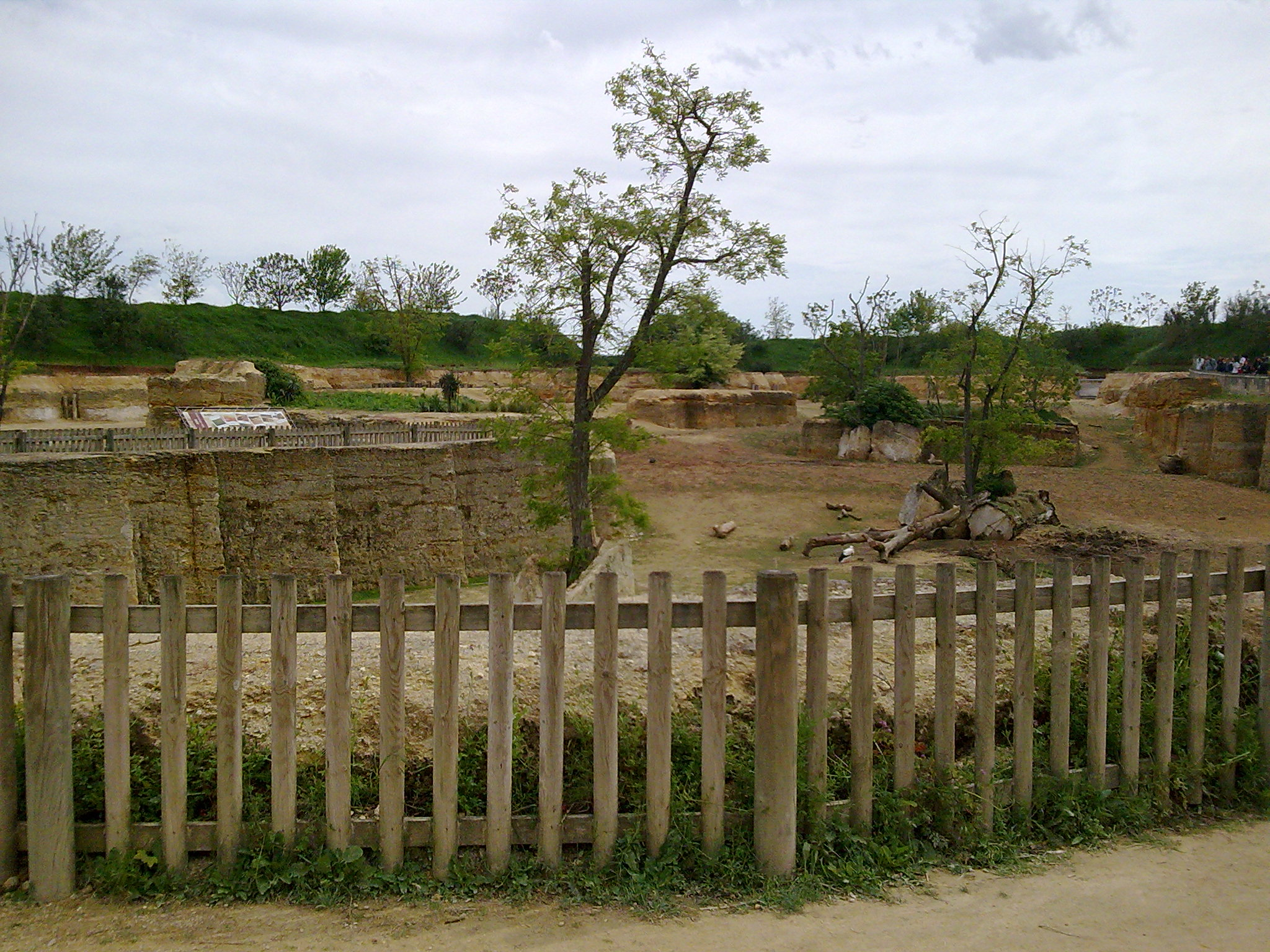
La grande vallée des rhinocéros noirs.
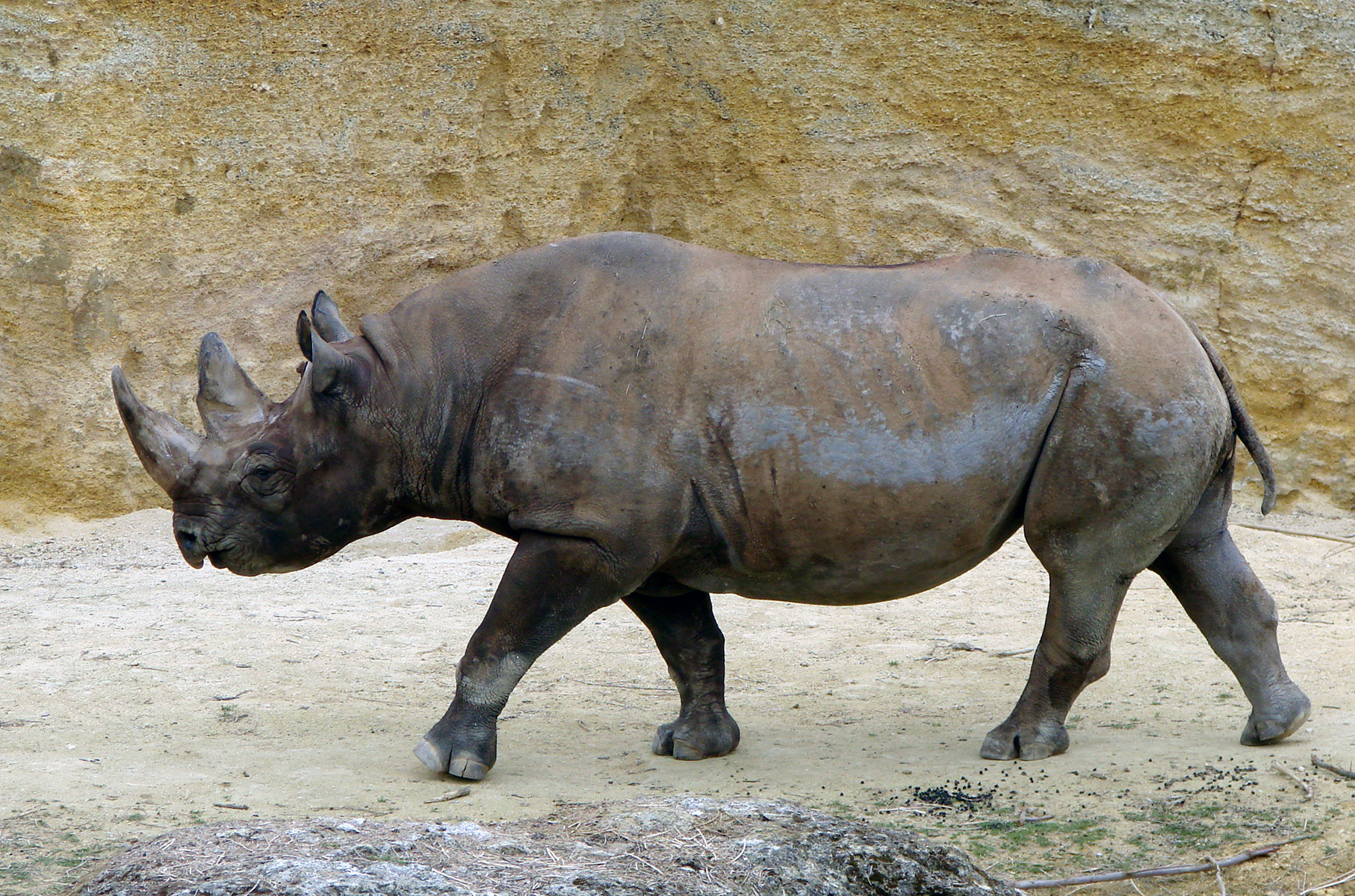
Rhinocéros noir.
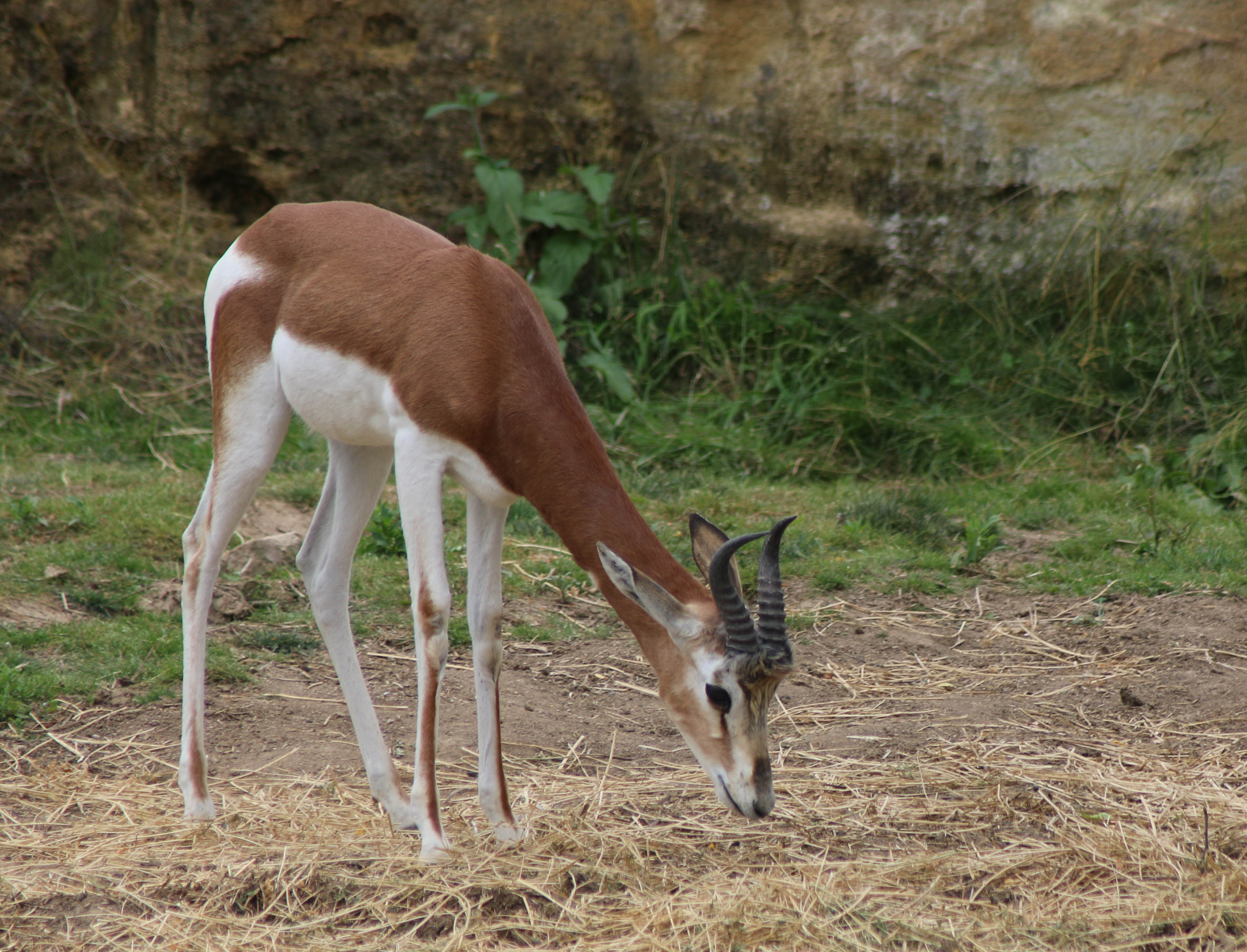
Gazelle de Mhorr dans la vallée des rhinocéros.
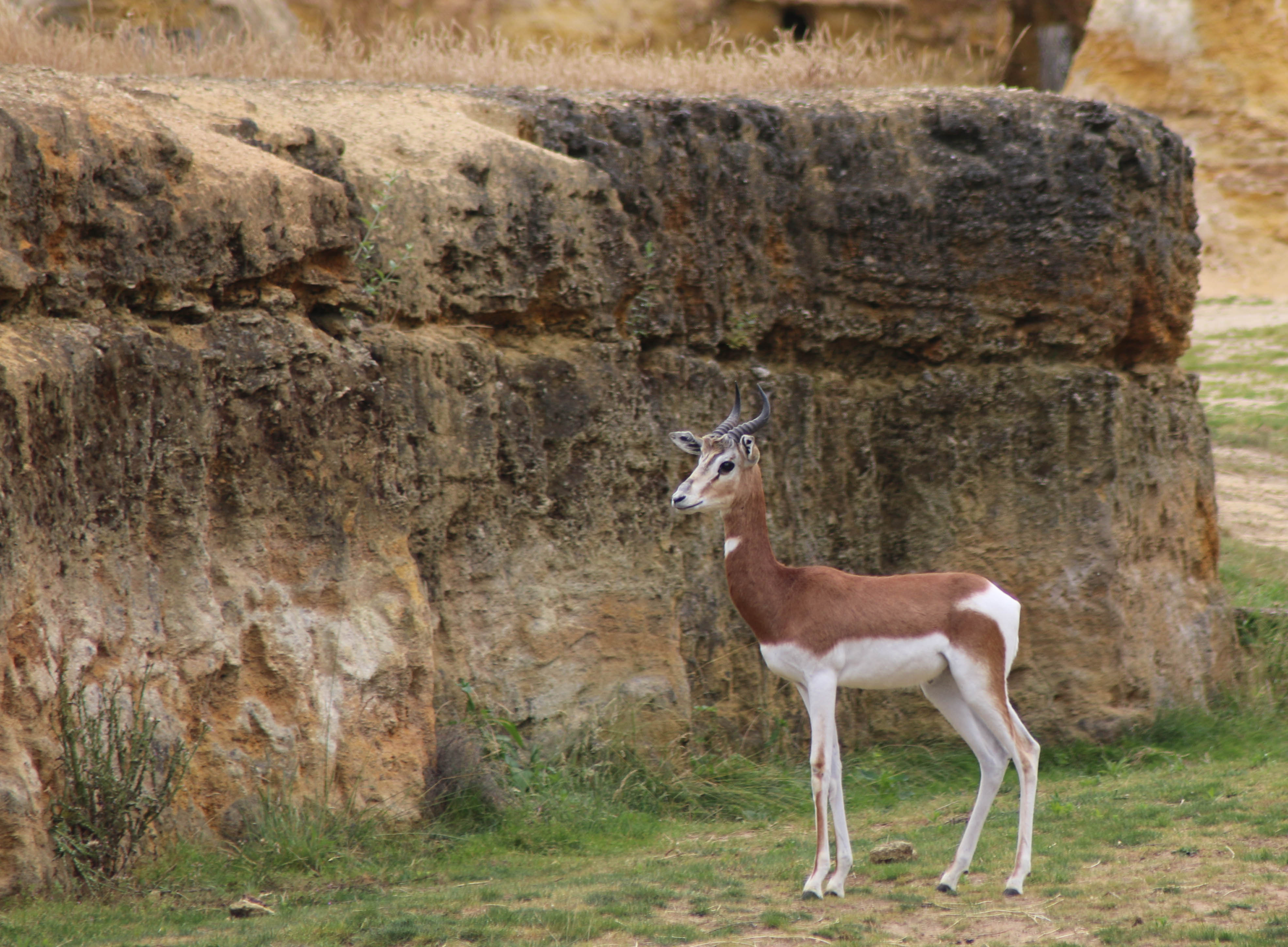
Gazelle de Mhorr dans la vallée des rhinocéros.
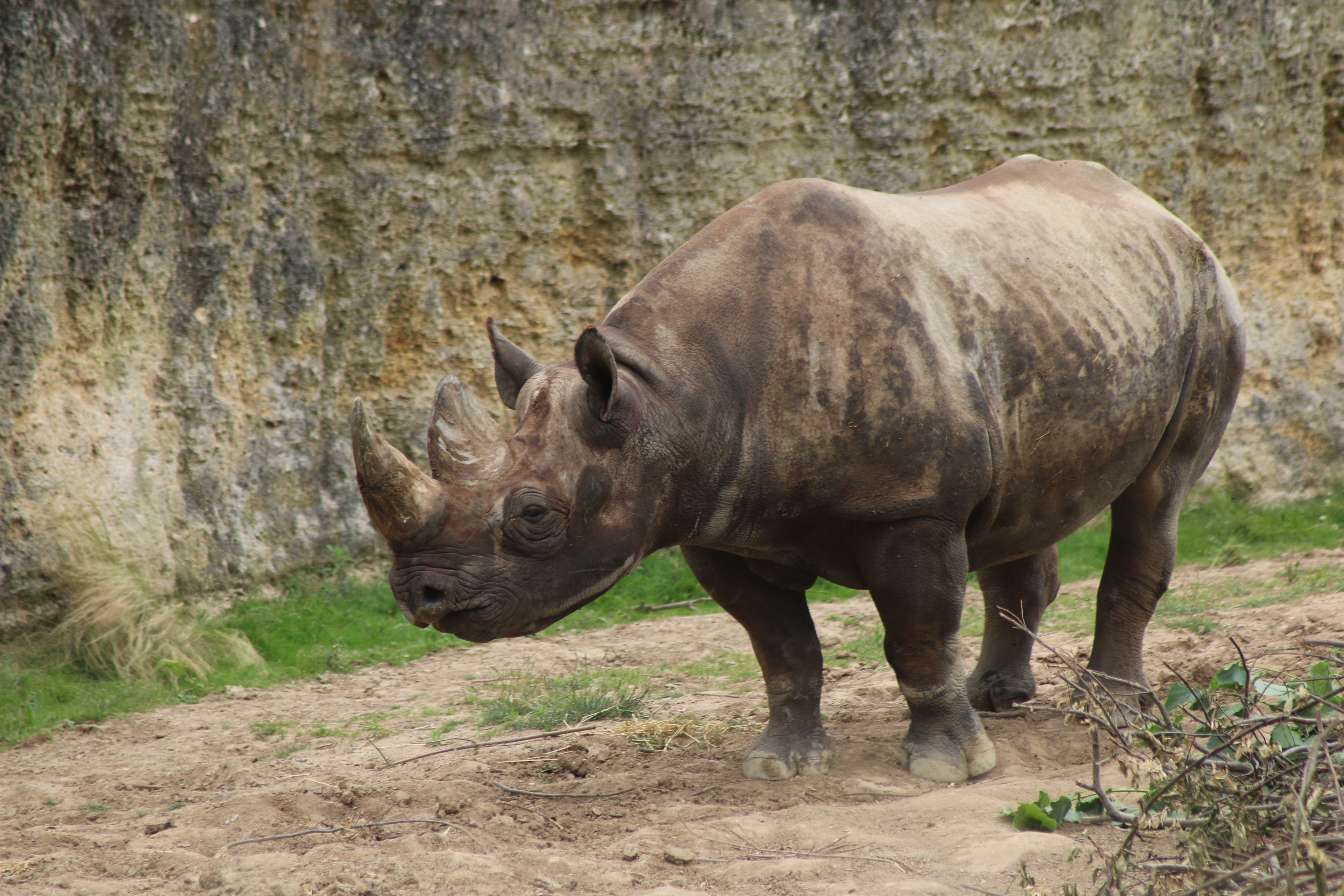
Rhinocéros noir dans la vallée des rhinocéros.
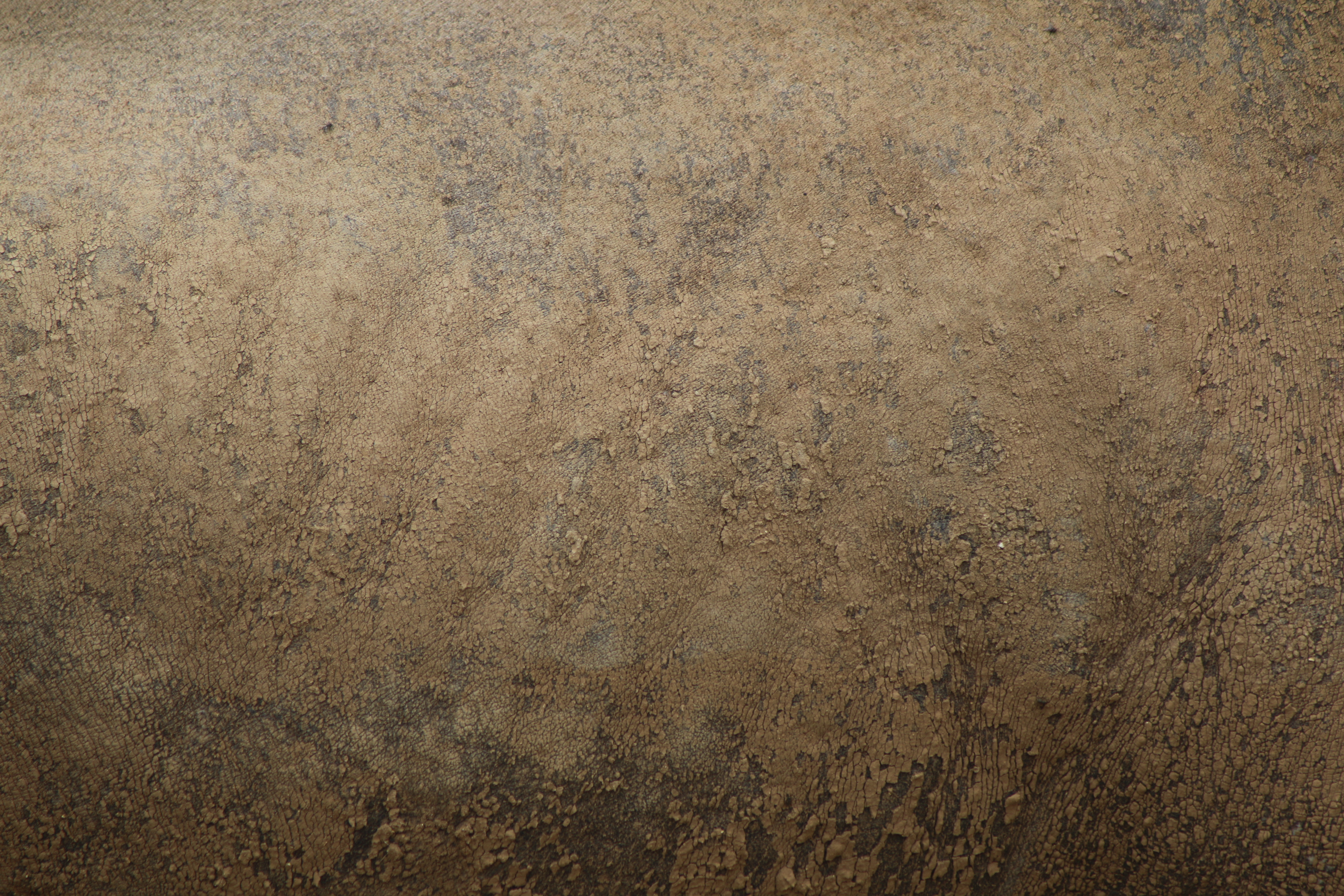
Peau d'un rhinocéros noir.
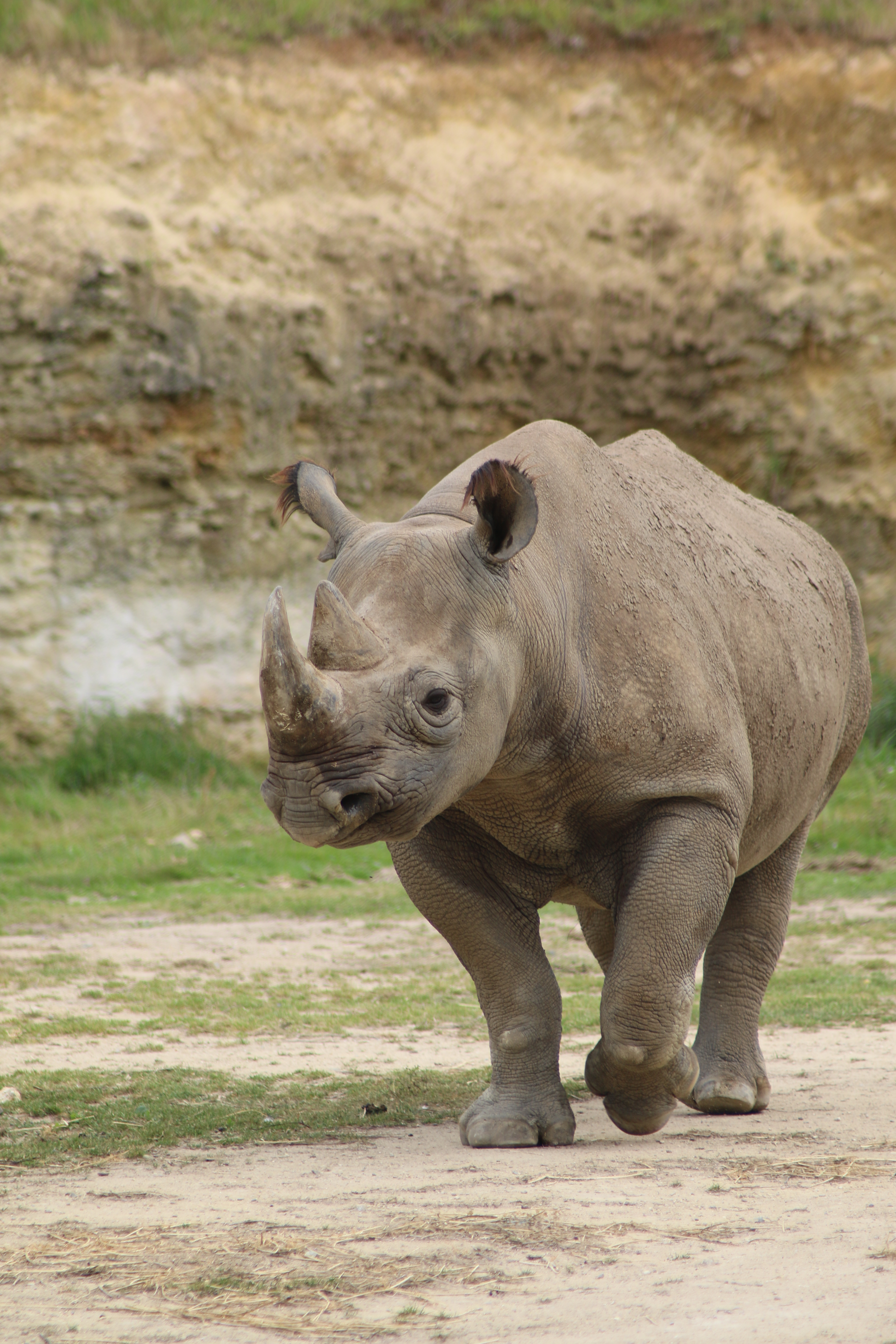
Rhinocéros noir dans la vallée des rhinocéros.

### Le camp des girafes
Les girafes demeurent l'espèce emblématique du Bioparc. En 2006, leur parc a été agrandi et doublé d'un restaurant panoramique, aménagé comme le camp d'aventuriers du siècle dernier, avec ses fresques murales et ses cartes, son étalage de malles, de matériel et d'ouvrages naturalistes. Les girafes cohabitent avec des zèbres de Grévy.

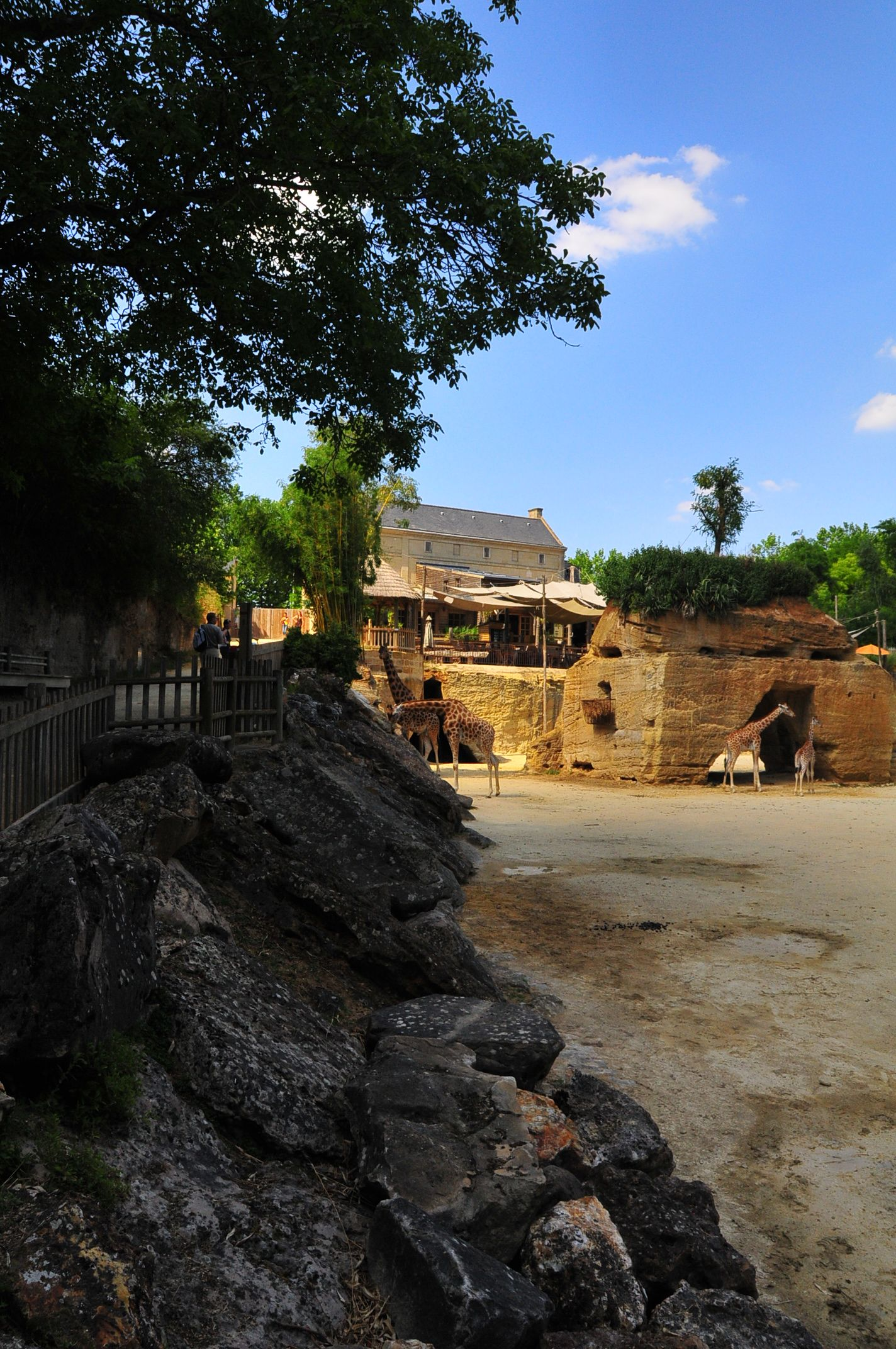
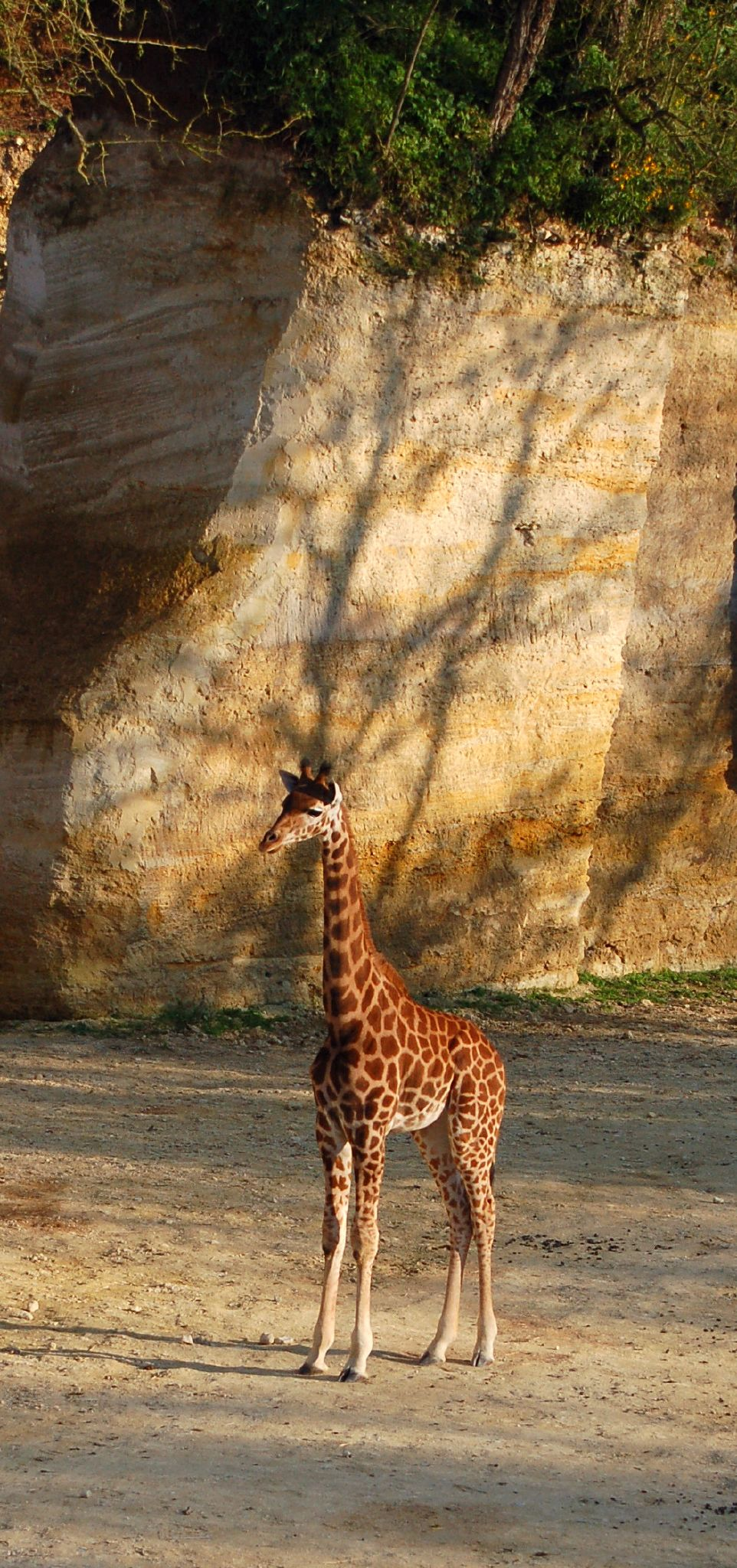
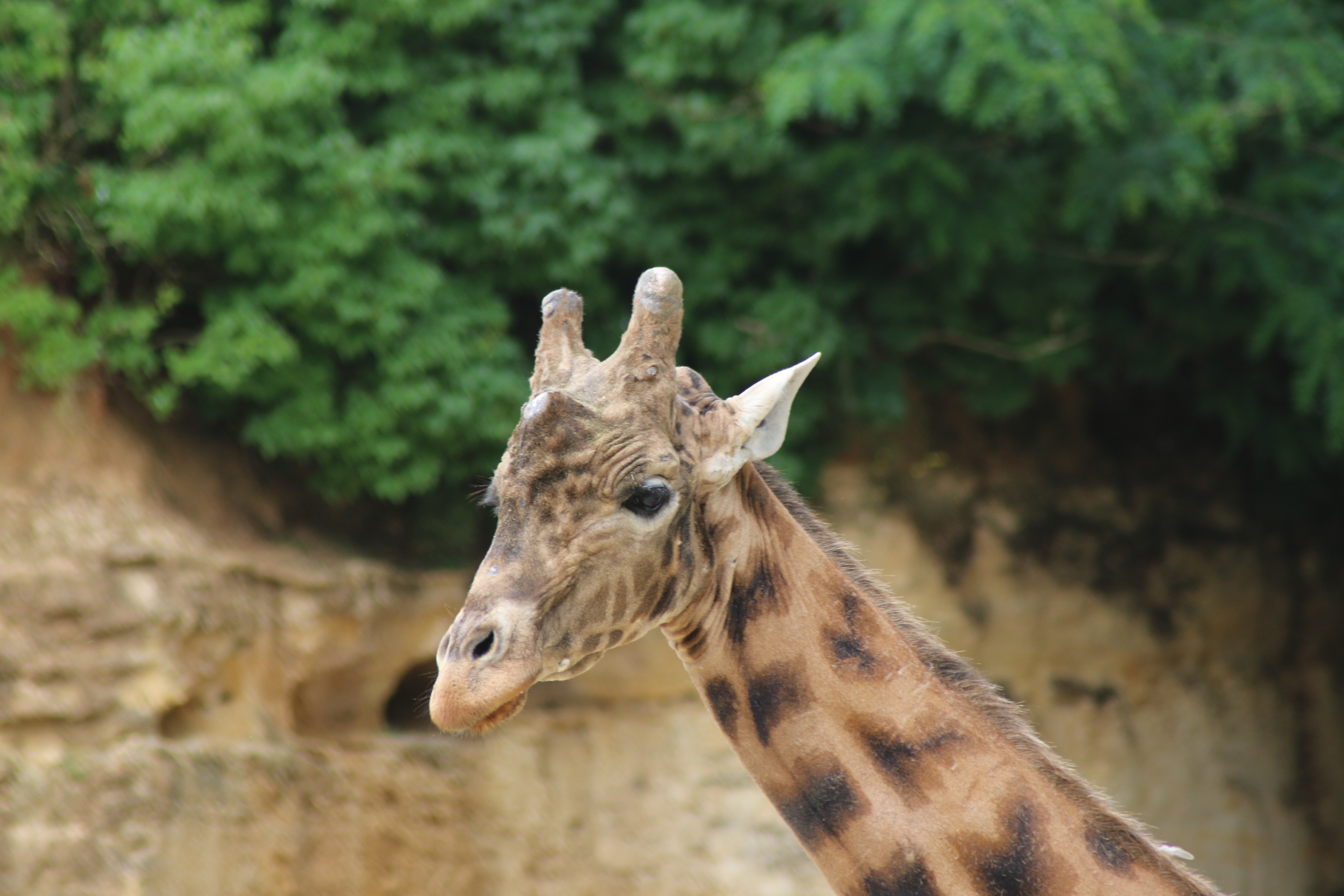
Girafe du Kordofan dans le camp des girafes
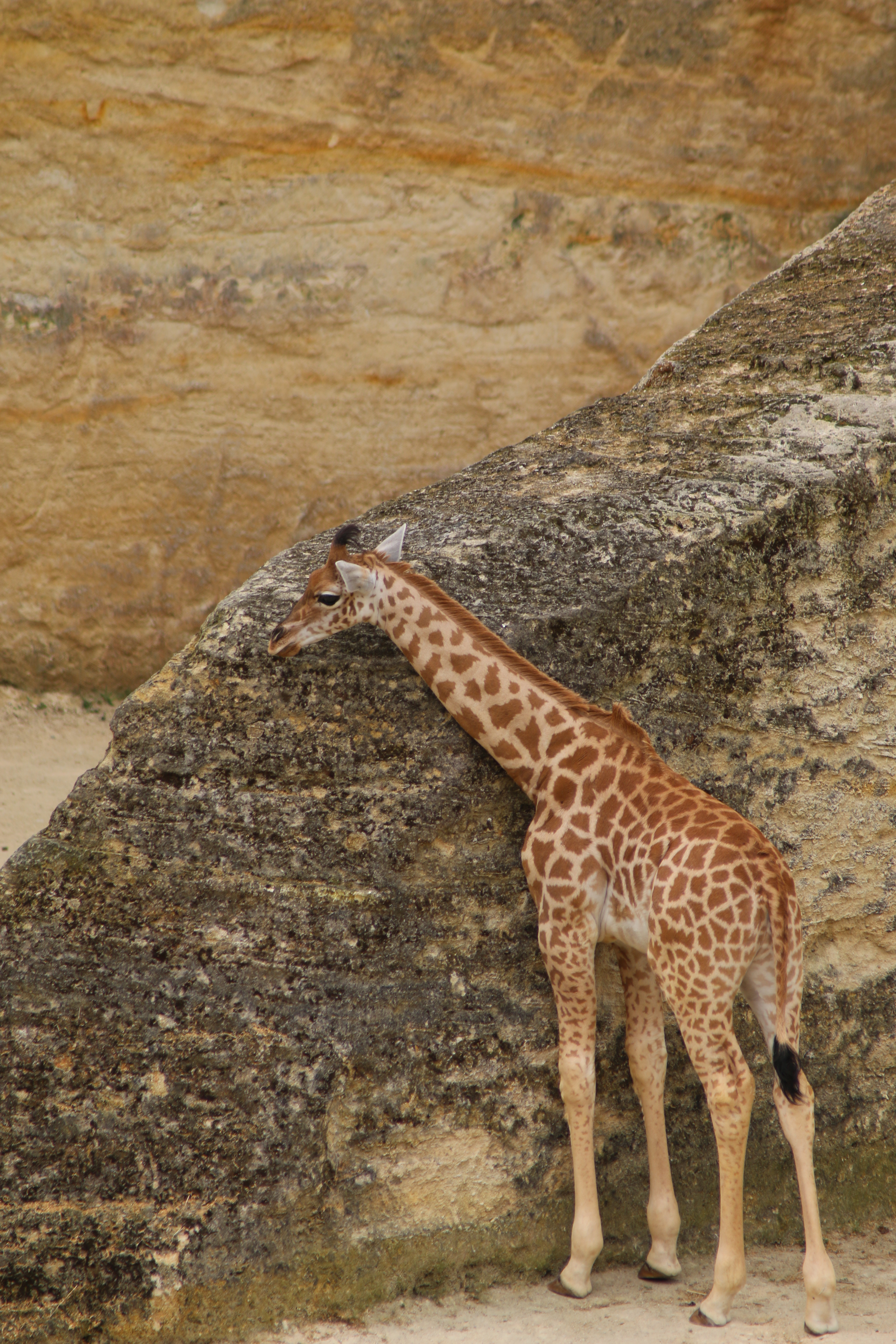
Jeune girafe du Kordofan dans le camp des girafes

### Le sanctuaire des okapis
Inauguré en 2013, le sanctuaire des okapis accueille, outre des okapis, dix-sept espèces dont des cercopithèques de Hamyln et de nombreuses espèces d'oiseaux dont le touraco géant, le héron Goliath, l'ibis hagedash, l'ombrette africaine, l'ibis tantale, le vautour à capuchon et le bec-ouvert africain, dans une vaste carrière de 4 000 m2 recouverte d'un filet tendu à 20 mètres du sol.

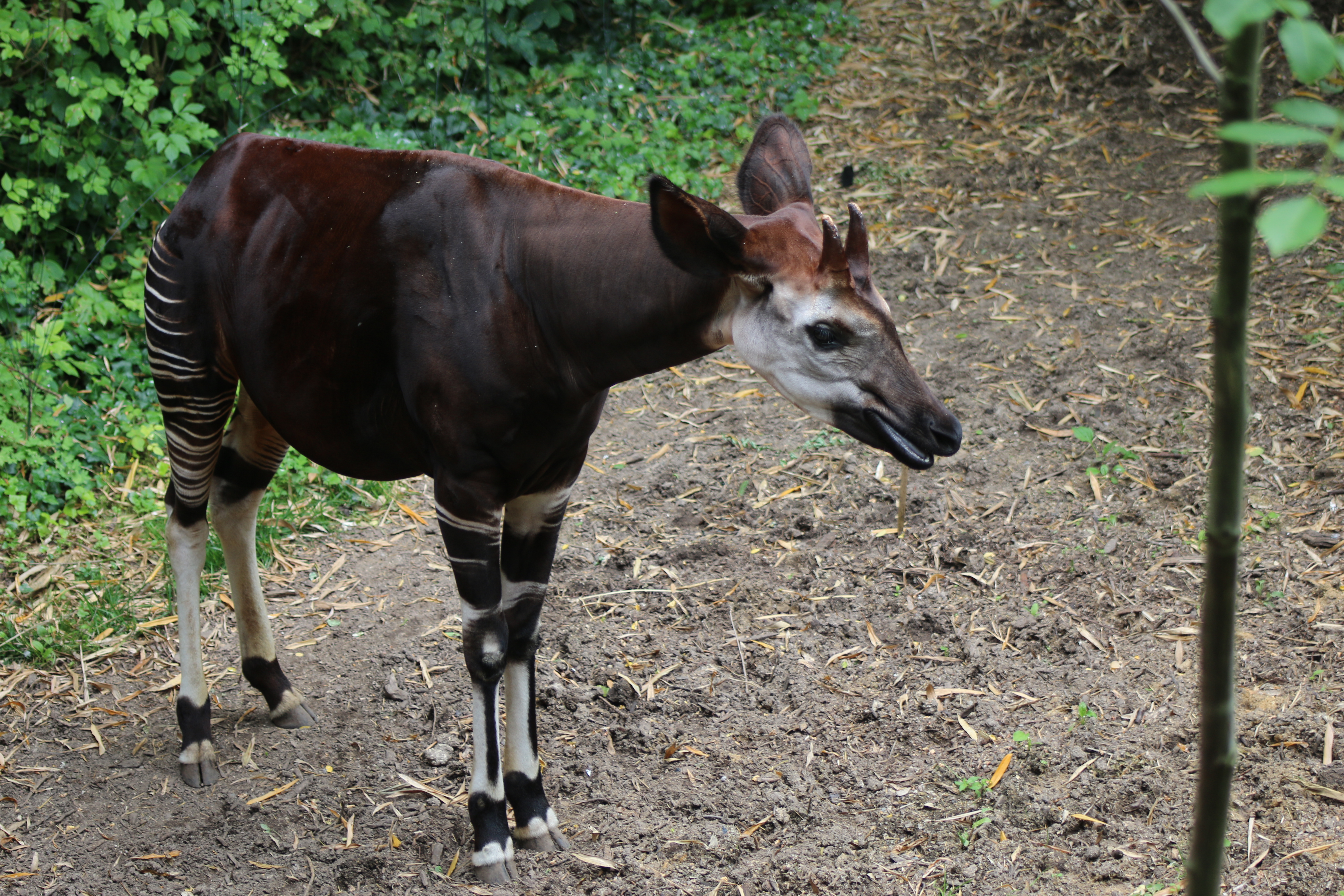
Okapi dans le sanctuaire des okapis du Bioparc
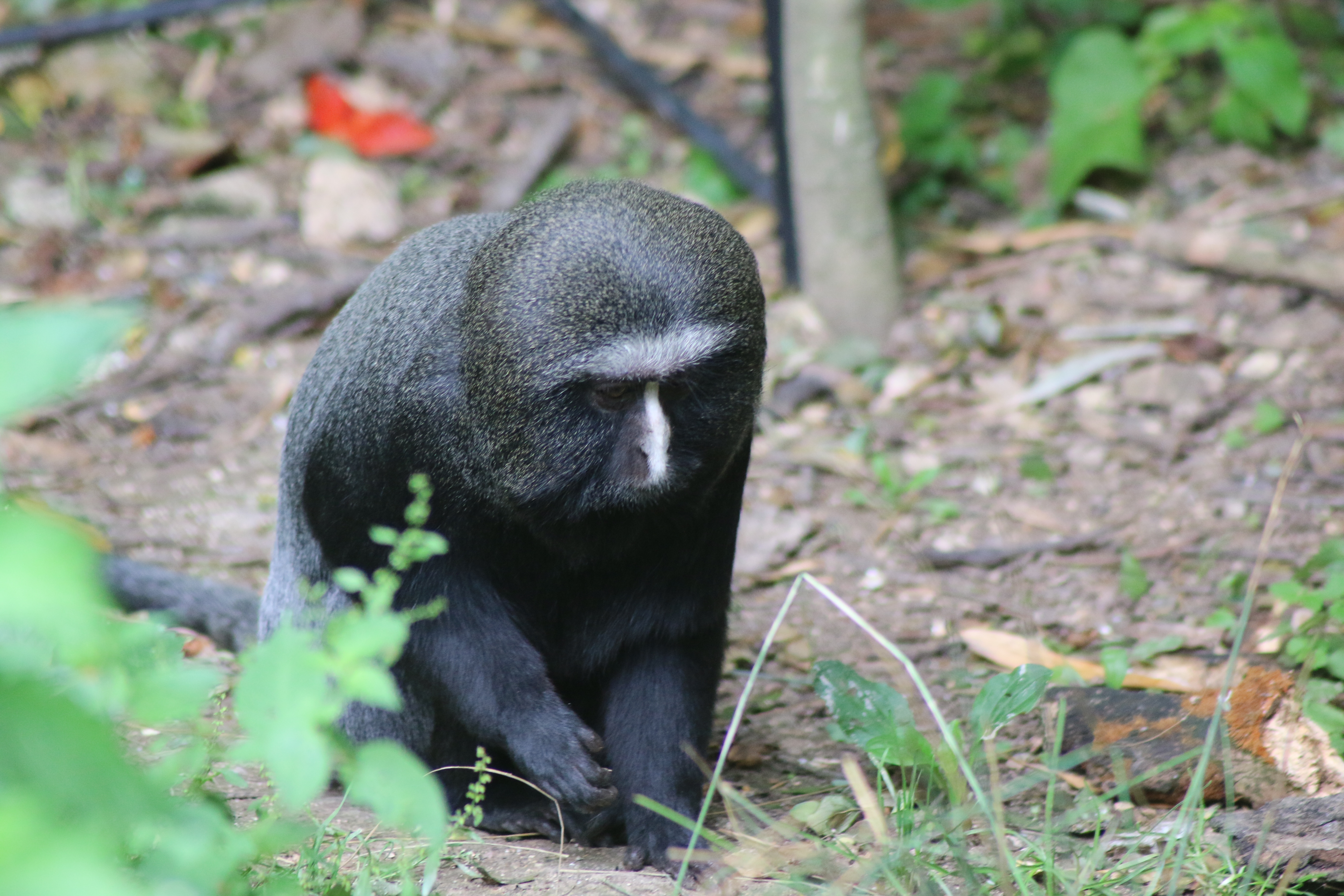
Cercopithèque de Hamlyn dans le sanctuaire des okapis du Bioparc

### La grande volière sud-américaine

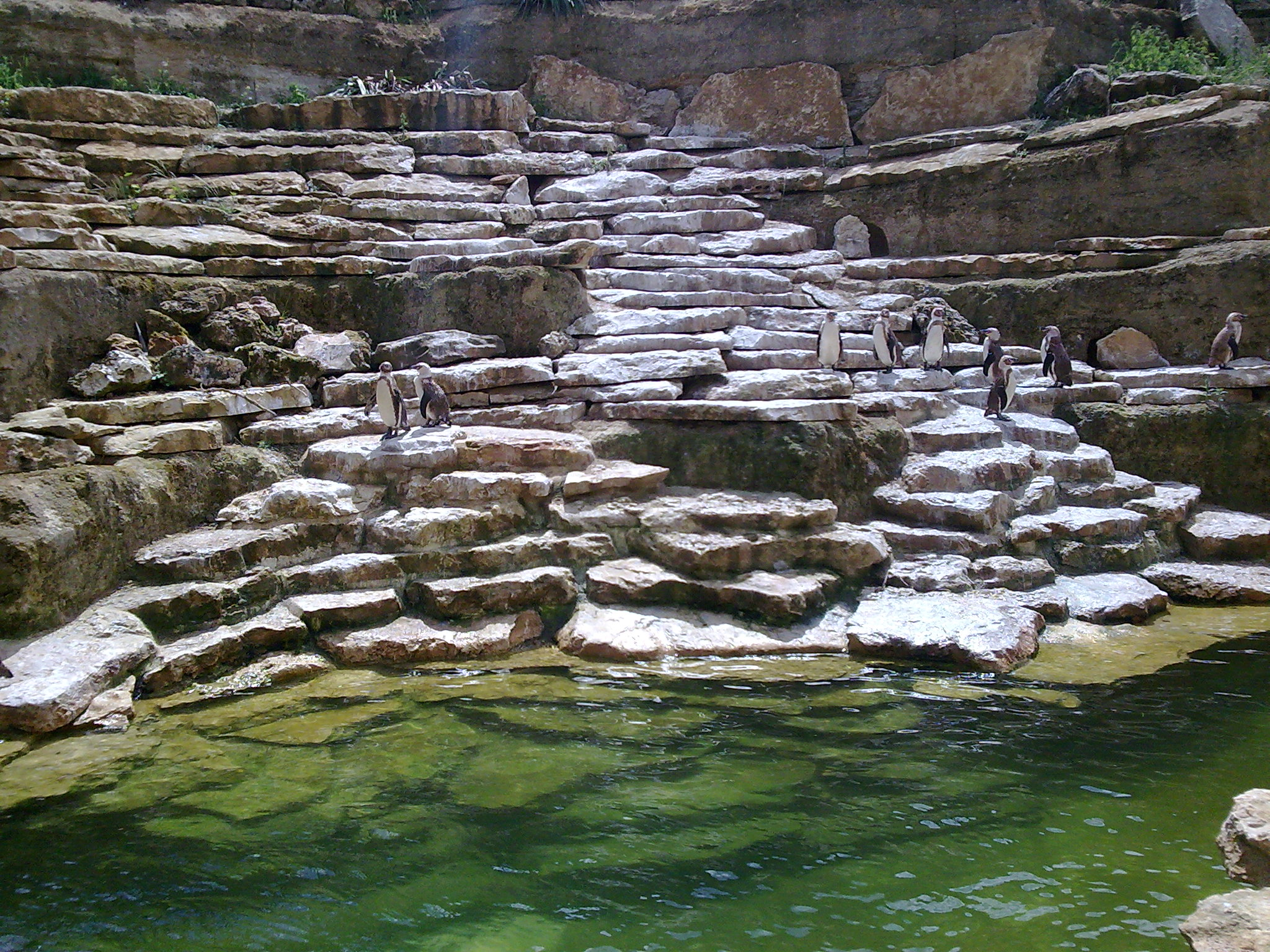
La cascade des manchots dans la grande volière sud-américaine

Consacrée à l'avifaune sud-américaine, cette volière d'un hectare est l'une des plus grandes d'Europe. Elle héberge une trentaine d'espèces d'oiseaux, dont la majorité est rupicole, vivant au naturel dans les falaises ou sur les côtes rocheuses du Pérou, d'Argentine ou du Chili comme la conure mitrée ou la perruche de Patagonie. Une paroi étagée, rythmée par des cascades abrite les manchots de Humboldt. Un vaste plan d'eau accueille des flamants du Chili. Chaque espèce d'oiseau peut évoluer en vol libre.
Le chantier de la grande volière a commencé en 2005 par le terrassement du site, puis s'est poursuivi en 2008 avec plusieurs aménagements, notamment le creusement du tunnel d'accès et l'installation de pylônes d'acier, destinés à porter le filet. Escaliers, petits ponts, bassins et réseaux d'eau, affûts d'observation et plantations… Il a fallu près d'un an et demi pour achever cette phase des travaux.

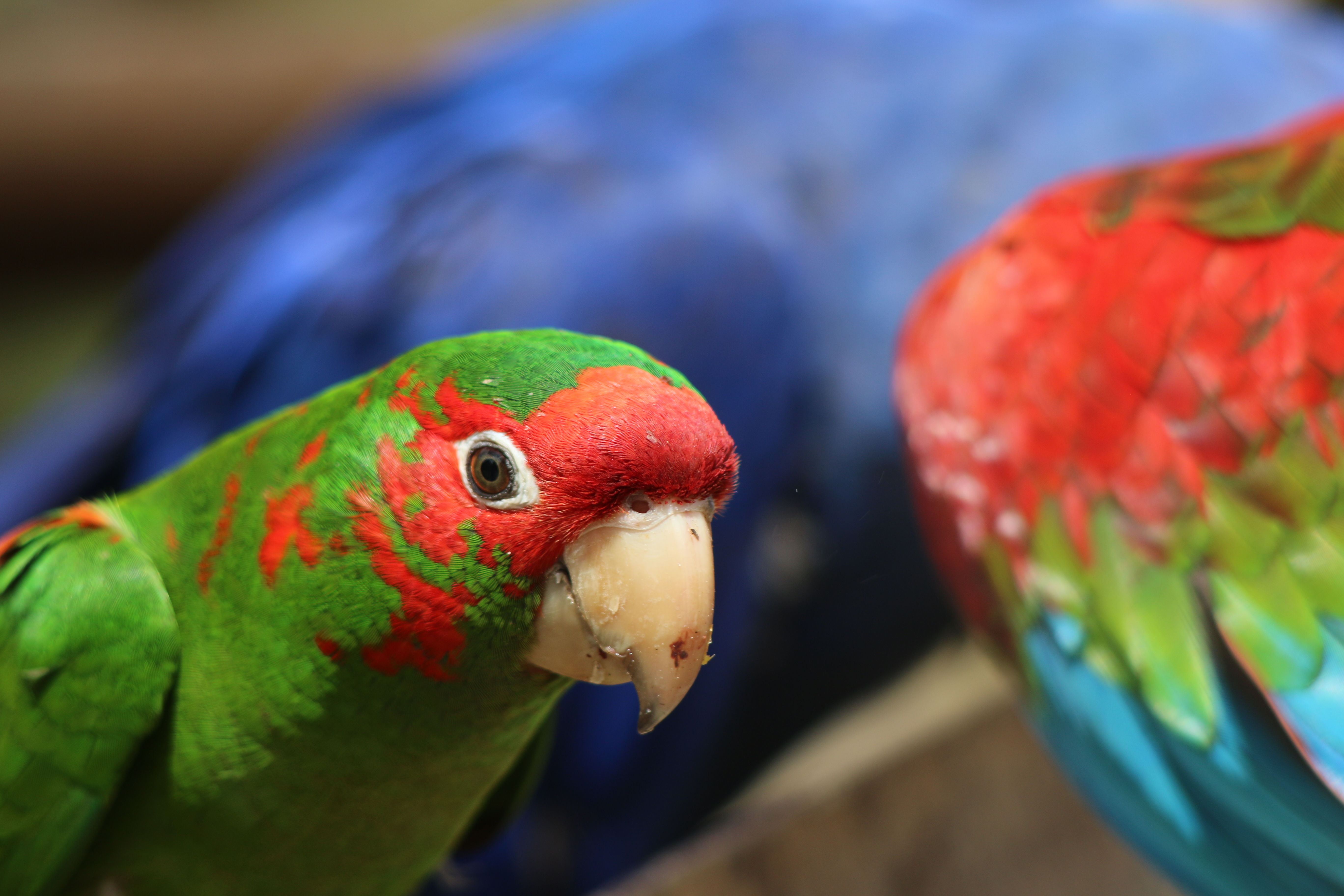
Conure mitrée
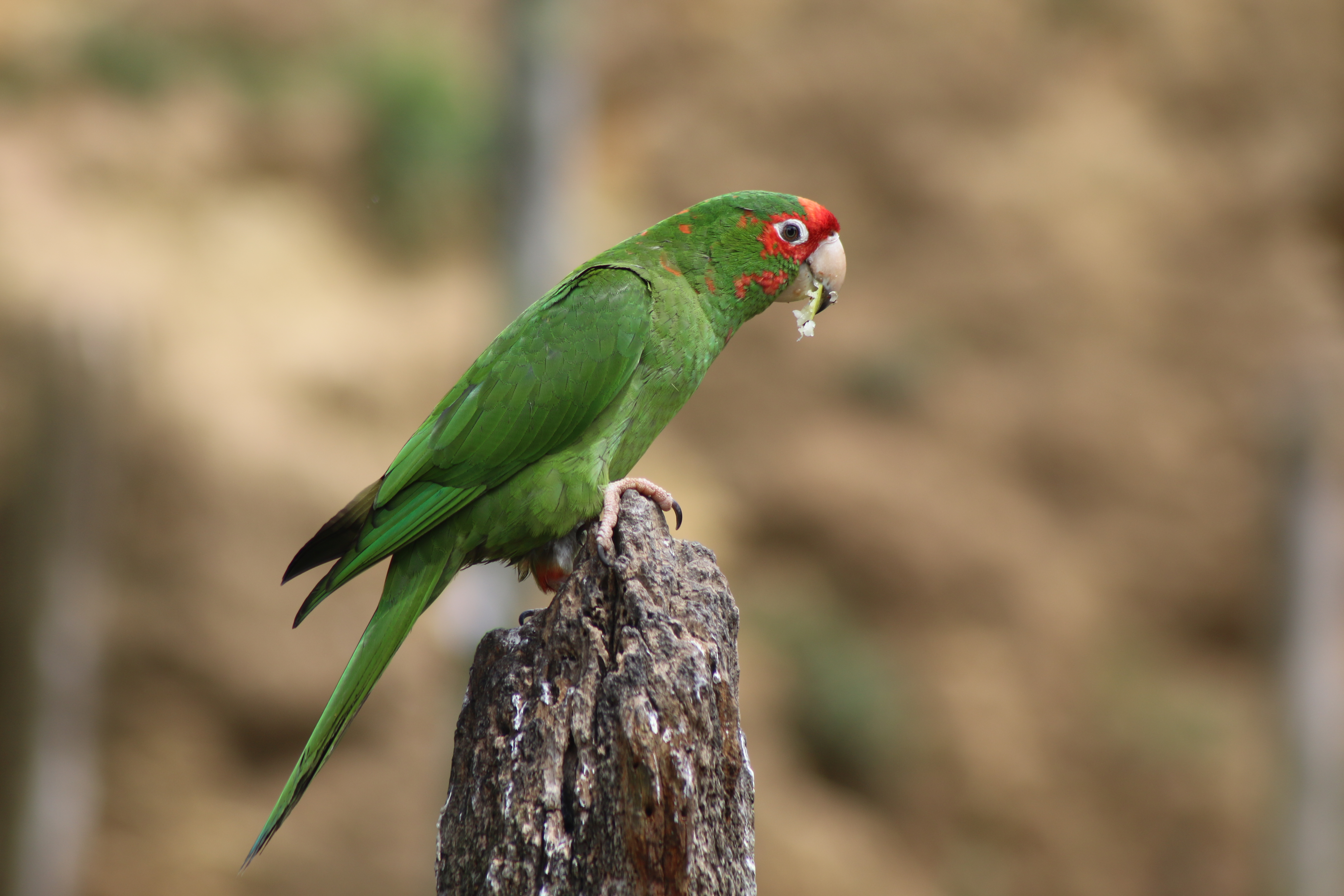
Conure mitrée
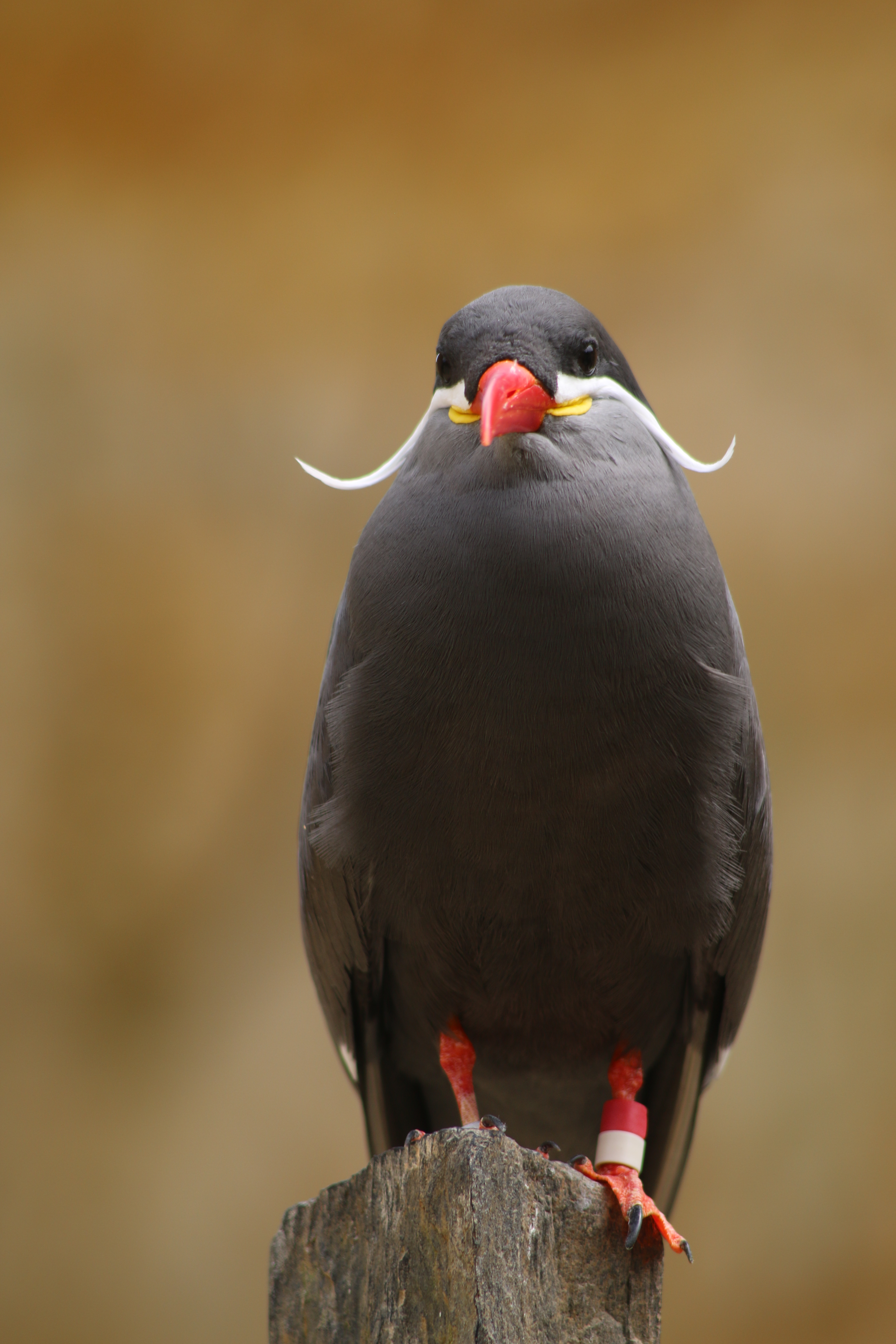
Sterne inca
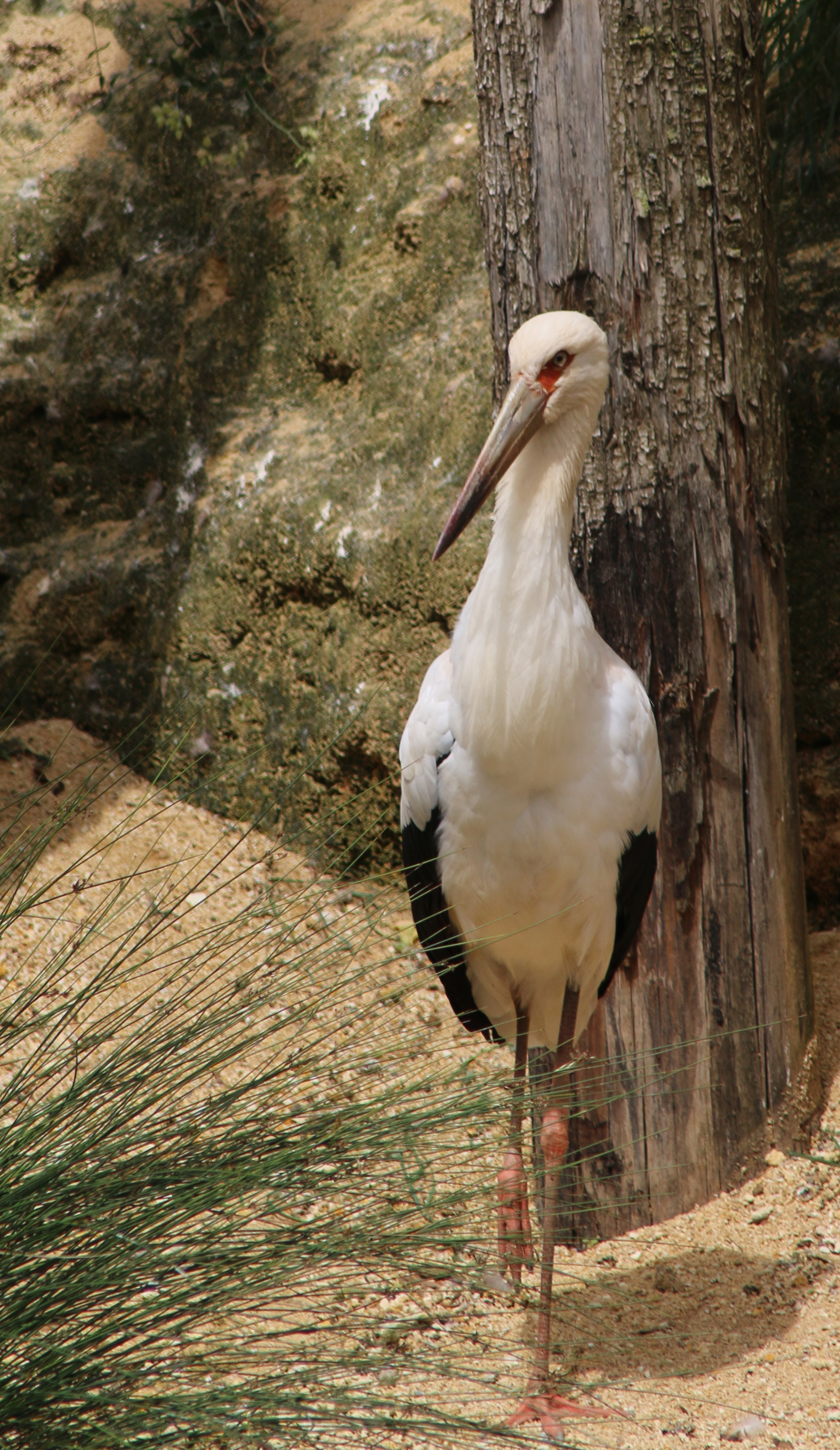
Cigogne maguari
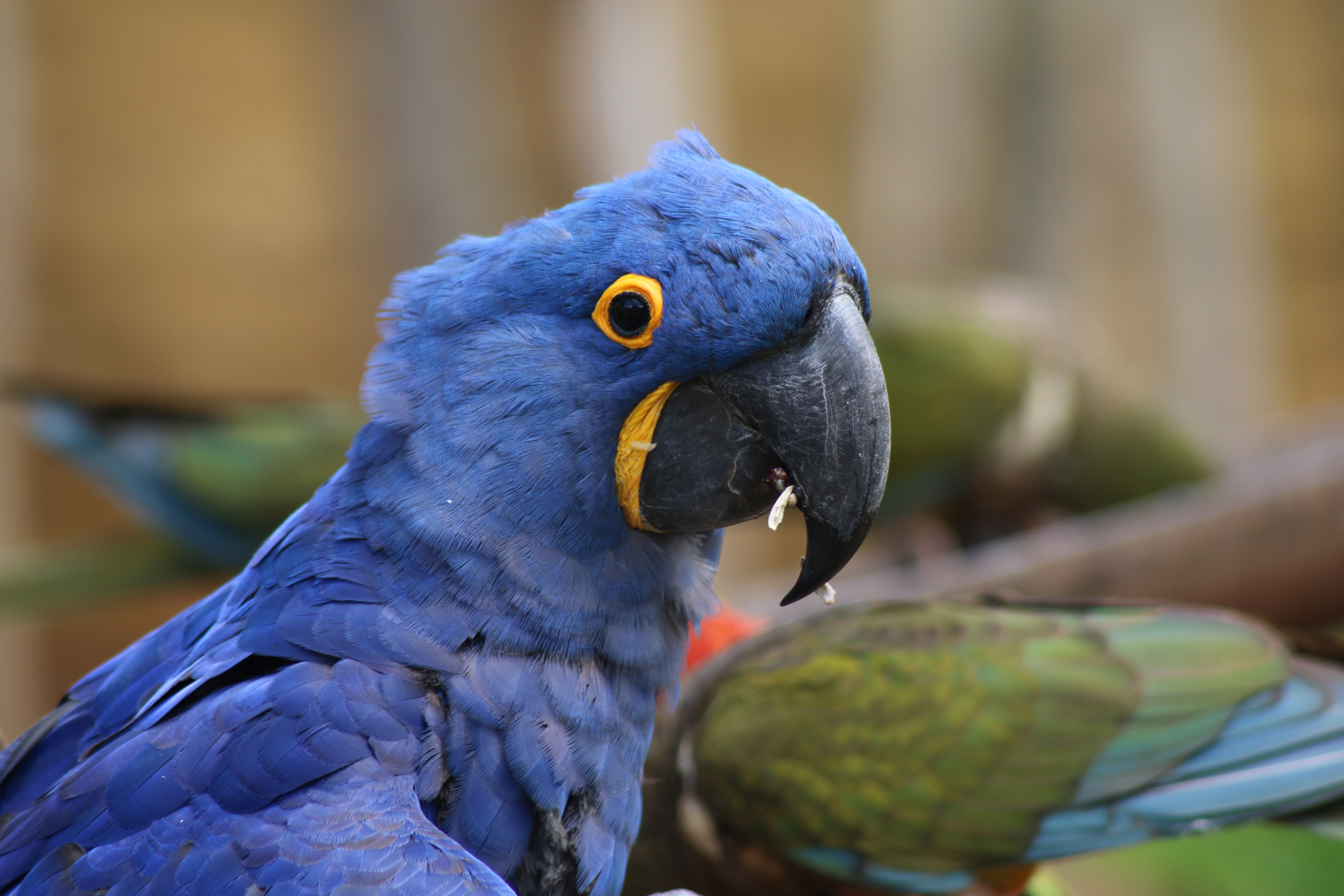
Ara hyacinthe
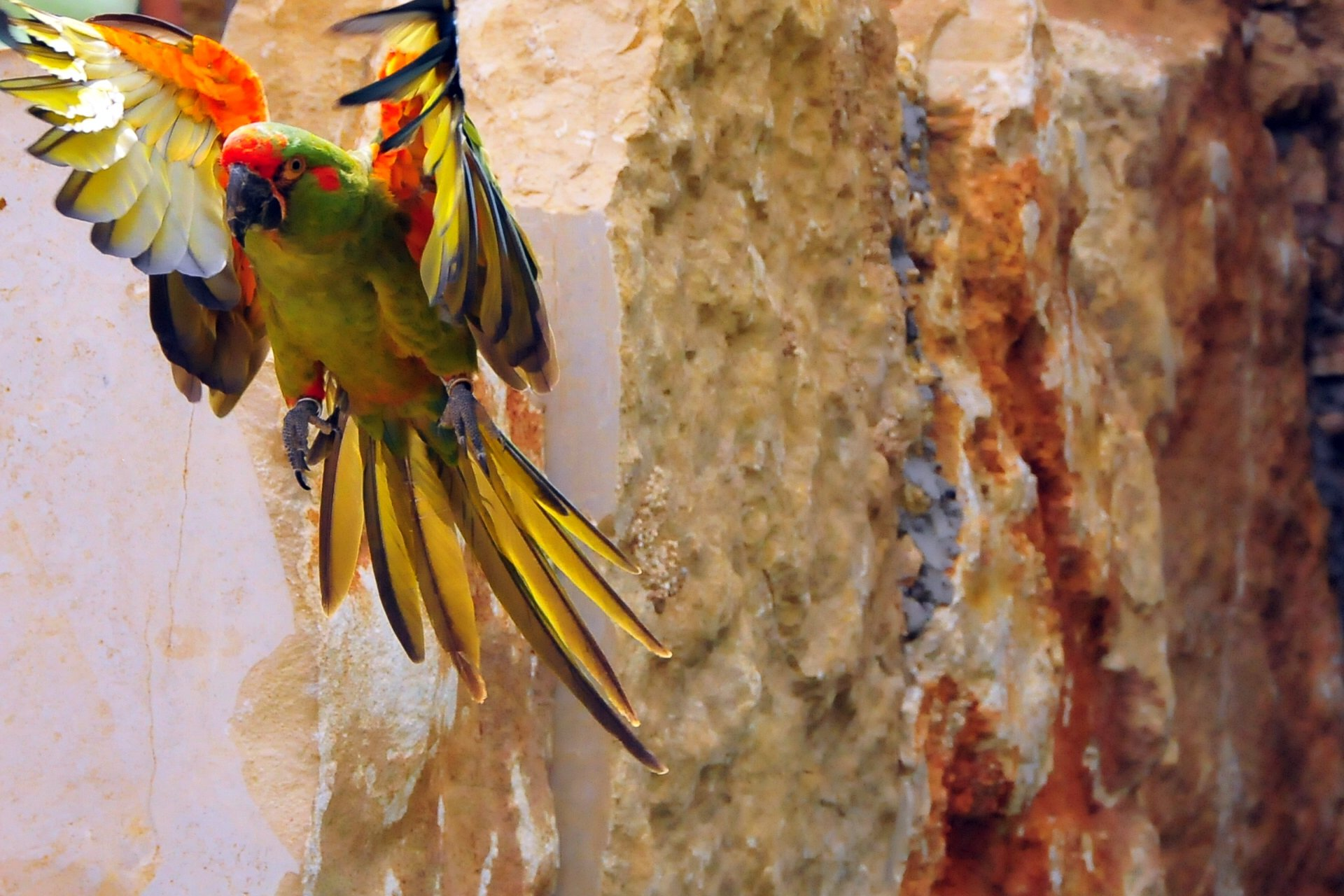
Ara de lafresnaye
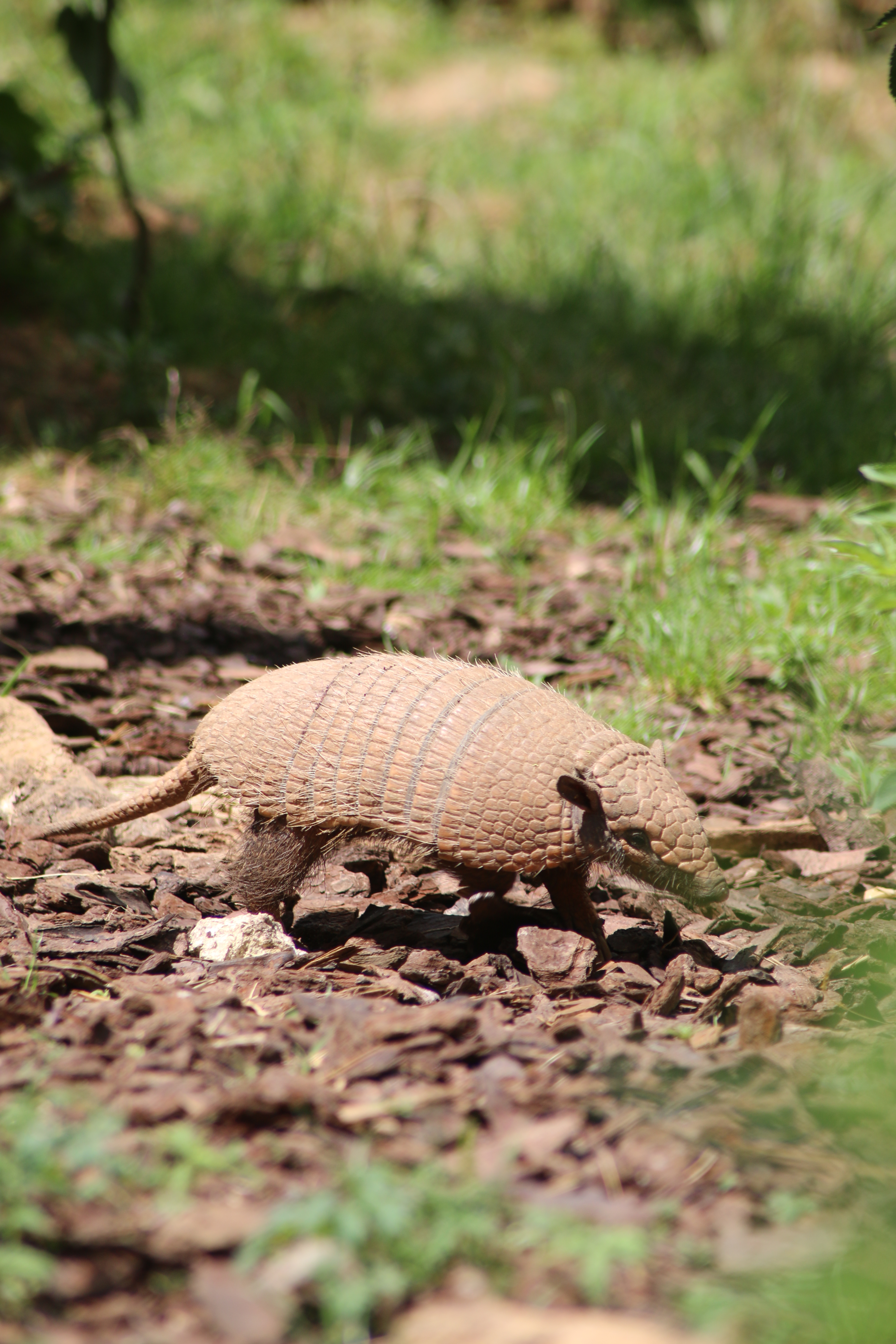
Tatou à six bandes
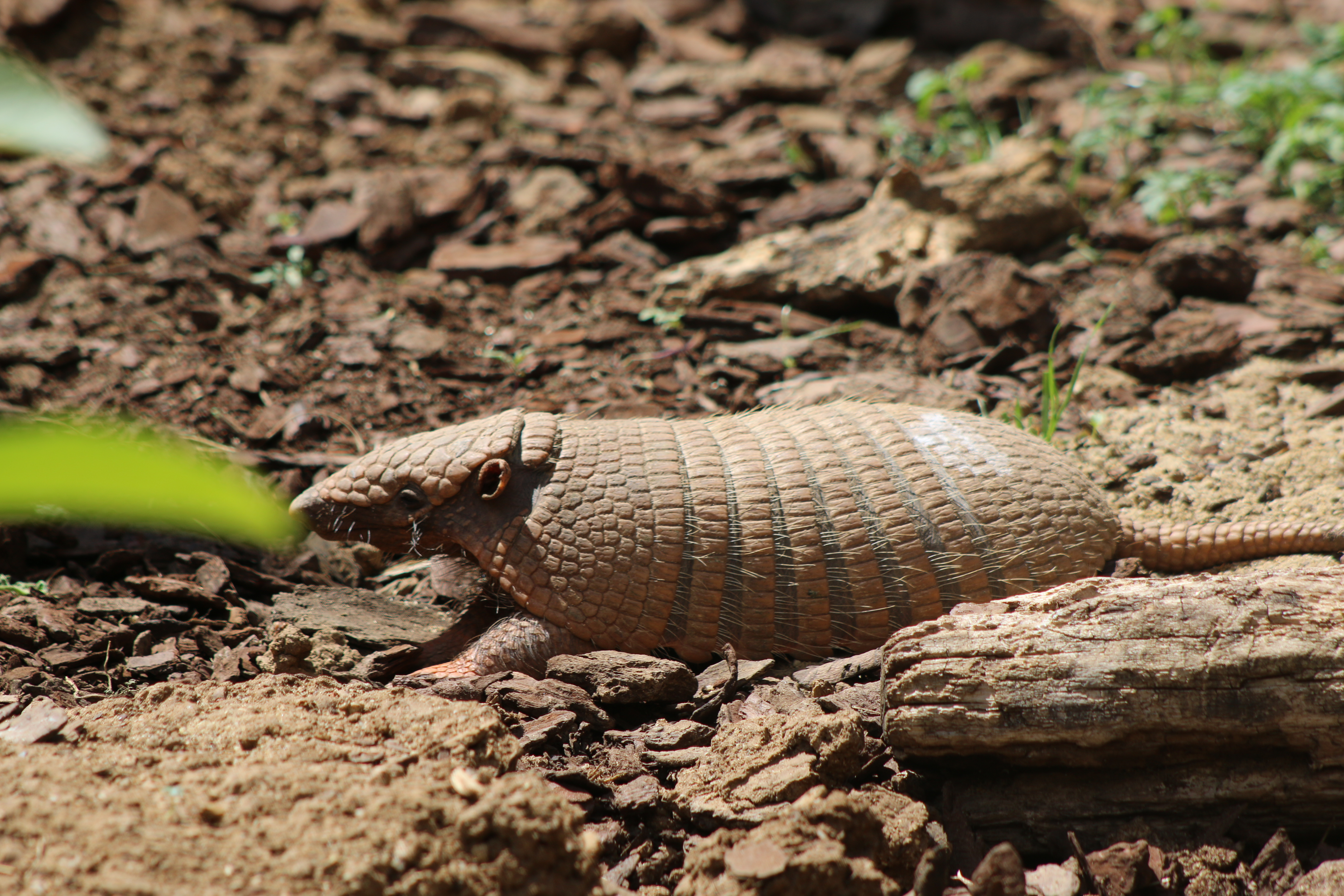
Tatou à six bandes

### La volière européenne
D'une superficie de 1 200 m2 cet espace est consacré aux oiseaux européens. Les espèces présentent sont la grue demoiselle, le héron garde-bœuf, l'ibis chauve, l'ibis falcinelle et la spatule blanche. Mais également des espèces plus rares dans le milieu sauvage comme la cigogne noire, et le vautour percnoptère.  

### Zone asiatique
La zone asiatique du Bioparc de Doué-la Fontaine est un ensemble d'enclos abritant différent animaux asiatique (gibbon à favoris roux, gibbon siamang, renard volant d'Asie et tigre de Sumatra).

### Canyon des léopards
Le canyon des léopards est composé de trois enclos creusés dans la roche. Le premier correspond à l'enclos de la panthère de Java, dont un mâle est arrivé au Bioparc en 2017 (il est le seul représentant de l'espèce en France). Le second enclos, le plus grand, est occupé par la panthère du Sri Lanka. Le troisième a été réaménagé à la suite du départ des panthères de perse et accueille des pandas roux et muntjac de Reeve. Ce canyon est très végétalisé et permet une immersion dans le milieu de vie des animaux.

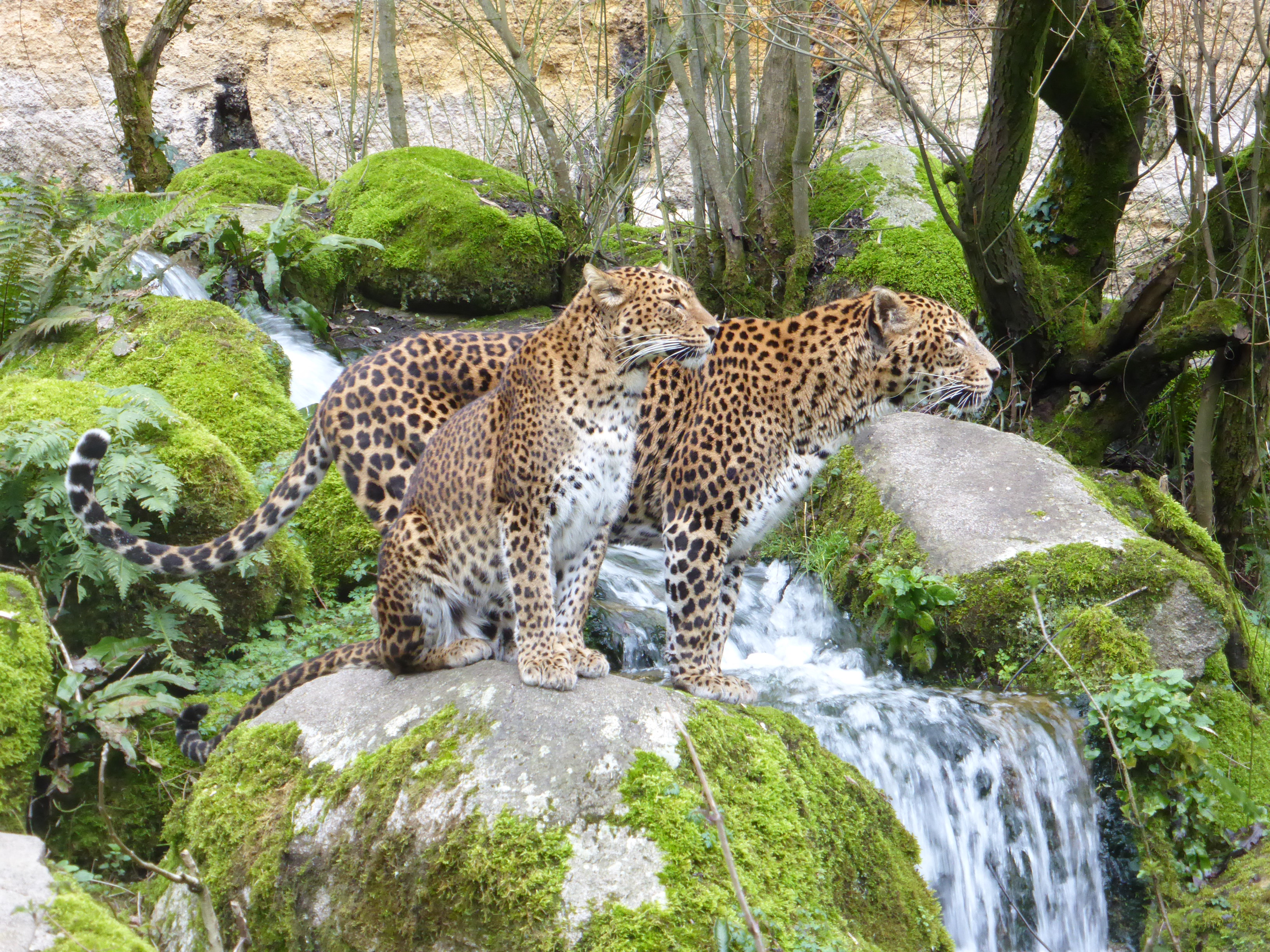
Couple de panthères de Ceylan dans le canyon des léopards.

### Zone sud-américaine
La zone sud-américaine du Bioparc de Doué-la Fontaine est notamment composée un grand espace pour l'ours à lunettes en cohabitation avec des saïmiris, un enclos pour la loutre géante du Brésil, des îles pour les atèles noirs et les atèles à ventre blanc, et d'un enclos le loups à crinière.

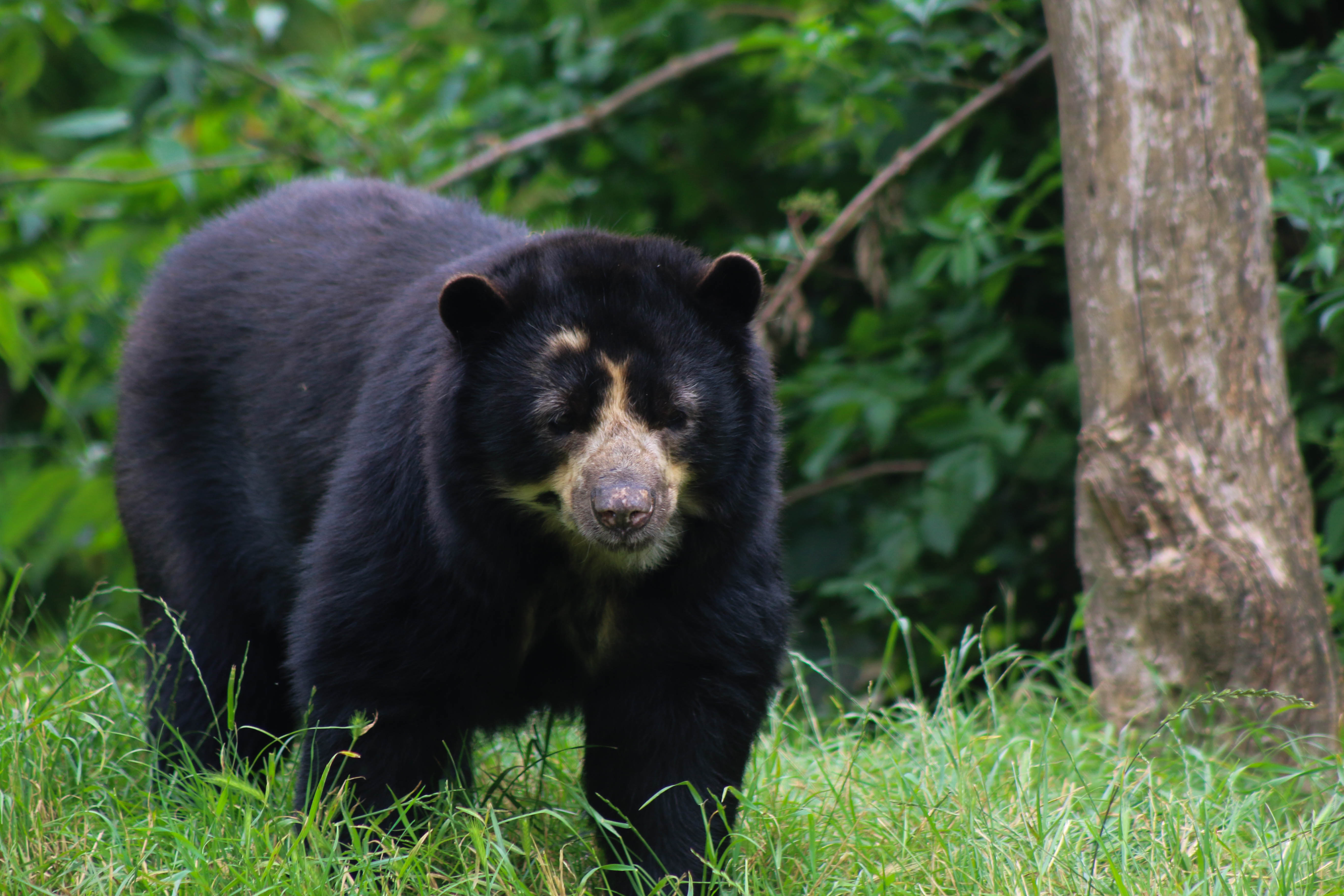
Ours à lunettes au Bioparc de Doué-la-Fontaine.

### Les fantômes de l'Himalaya
En 2017, le Bioparc inaugure une nouvelle zone d'un hectare nommée « Les Fantômes de l'Himalaya », accessible par la volière européenne et un nouveau chemin de visite situé près de la cuisine des animaux. L'installation principale de cette extension est un amphithéâtre de 4 000 m2 creusé dans la roche. Le visiteur peut accéder aux gradins afin d'observer l'autre versant de l'installation. Ces gradins se remplissent une fois par jour pour assister à la curée des vautours fauve et moine qui y vivent. Ces animaux sont des individus sauvages blessés ne pouvant plus survivre en milieu naturel. Le Bioparc leur offre un nouvel espace de vie et réintroduit les poussins dans le milieu naturel, en France et en Bulgarie.
Par un tunnel ou par le haut des gradins, le visiteur peut observer un enclos de 2 000 m2 accueillant les panthères des neiges.
Face à celles-ci se trouve la fosse de 1 500 m2 des markhors, comprenant deux versants auxquels les animaux ont accès. Ces fossés sont séparés par un talus que le visiteur traverse par un tunnel lui permettant de voir les deux fossés par le bas.
Cette extension est marquée par le découpage géométrique et en alvéoles de la pierre, ainsi que les palissades métalliques qui encerclent les enclos.

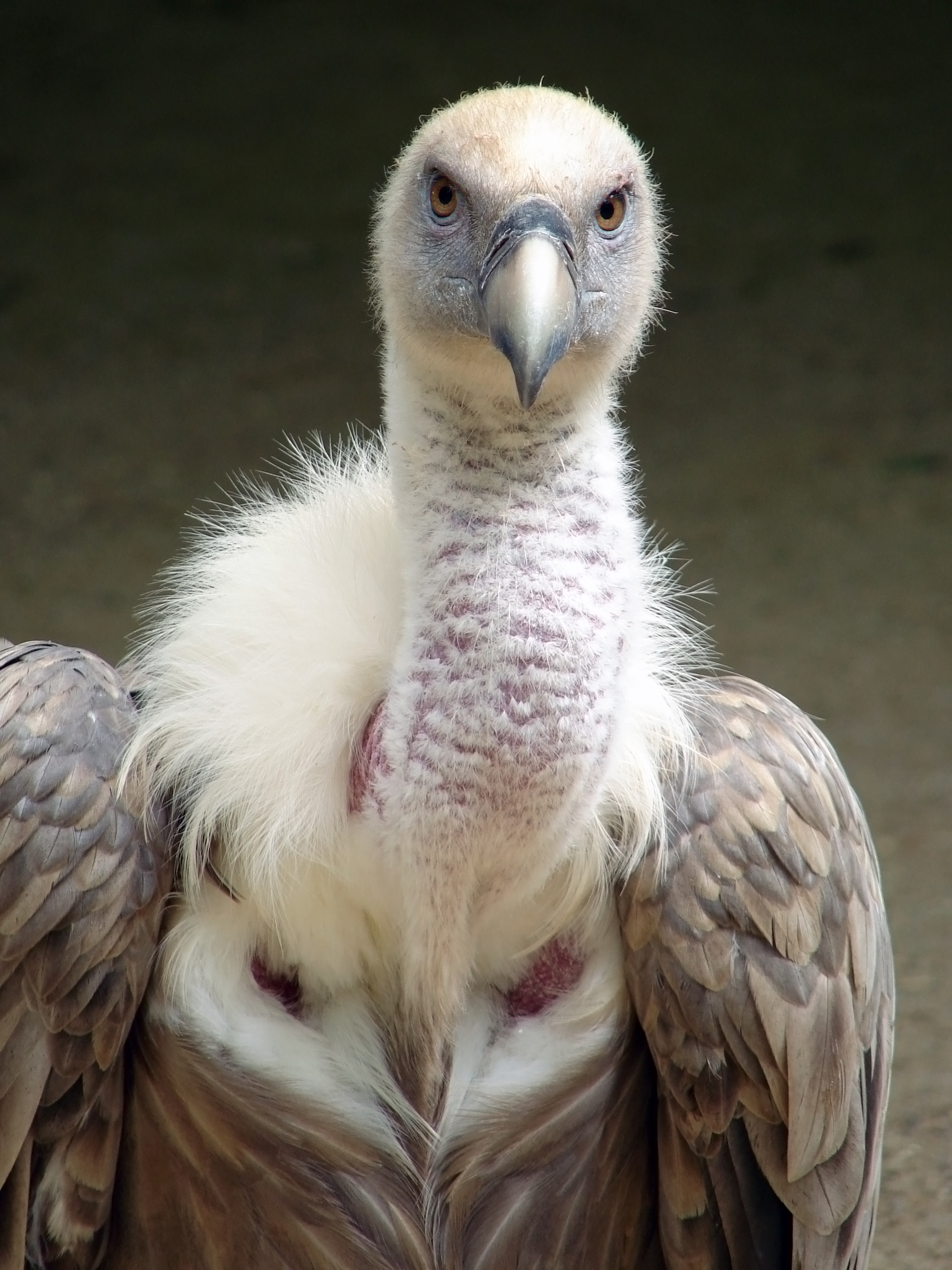
Vautour fauve au Bioparc de Doué-la-Fontaine.

### Le cratère des carnivores
Début 2020, après 16 mois de chantier, le Bioparc ouvre un site de plus de 2 hectares permettant d’observer lions, guépards, suricates et otocyons : le Cratère des carnivores,. L'oryctérope du Cap est un temps présenté dans cet espace, avant d'être déplacé et remplacé par le porc-épic du Cap. Une hutte d’observation au centre du cratère offre une vue panoramique sur cet espace.

### La volière africaine
Au printemps 2021, le Bioparc dévoile une nouvelle volière en partie attenante au Cratère de carnivores. Ce canyon minéral semi-encastré de 2000 m² est occupé par une vingtaine d'espèces d'oiseaux d'origine africaine parmi lesquelles le touraco de Livingstone, l'inséparable à joues noires, le tisserin gendarme, le barbican à poitrine rouge, le choucador superbe, la pintade vulturine... Ainsi que des espèces à l'aire de répartition plus large comme le guêpier d'Europe, l’œdicnème criard et la huppe fasciée. La volière abrite également un petit groupe reproducteur de damans des rochers. 

### Philosophie et Pédagogie

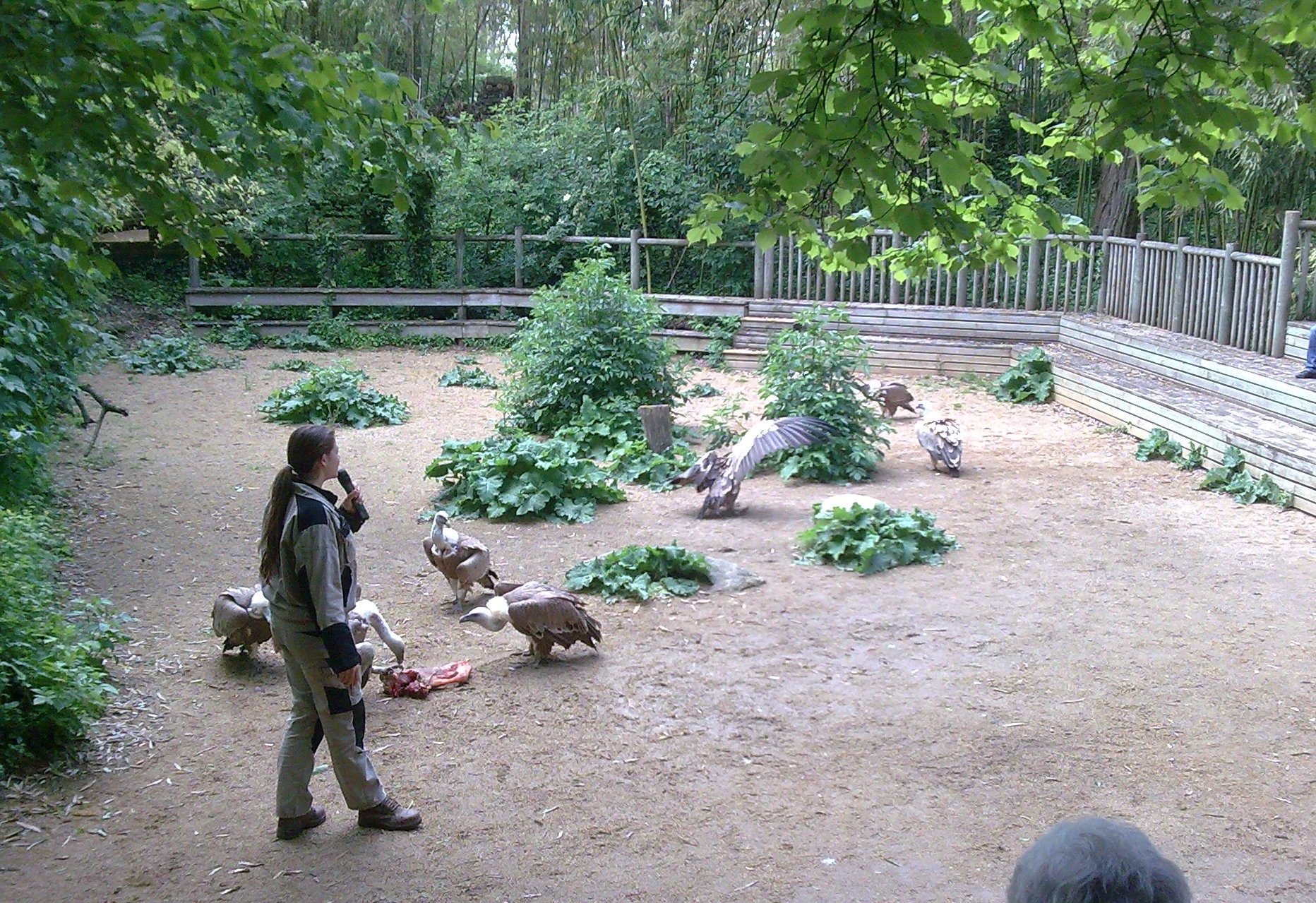
Animation pédagogique au Bioparc de Doué-la-Fontaine.

La philosophie du Bioparc peut se décliner en plusieurs étapes : susciter de l'émotion par l'immersion, présenter des espèces ambassadrices des milieux sauvages menacées, s'investir dans leur pays d'origine et faire du parc un espace d'échanges et de sensibilisation.
Au sein du Bioparc, la plupart des espèces présentes le sont dans le cadre de programmes de protection et de réintroduction, tandis qu'au niveau mondial, le parc soutient et accompagne des associations locales consacrées à la conservation d'espèces menacées où de milieux naturels précieux.
Sur le plan pédagogique, les messages délivrés par l’équipe du Bioparc sont déclinés en 4 étapes : état des lieux, destruction et menaces, engagement du Bioparc, engagement des visiteurs.
La méthode utilisée, en jouant sur différentes sortes d’approches, scientifique, ludique, sensorielle et artistique, a ceci de particulier qu’elle cherche à conjuguer émotion du public et respect de la vie sauvage, en espérant que les visiteurs repartiront davantage conscients de leur capacité individuelle à agir pour préserver l’environnement…
Pour le public scolaire, un accompagnement en amont et des fiches pédagogiques adaptées au programme assurent à l’enseignant une bonne préparation de son projet.
Pour les Centres de loisirs, l’équipe parie sur la sensibilisation par le jeu : l’approche ludique est donc privilégiée. Outre les ateliers, les mallettes pédagogiques et les supports en libre-service, une animation spécifique, « Le Défi des Animaux », est proposée à ce public. Composée d’une série d’épreuves à réaliser en équipe, cette compétition sensibilise les joueurs à la protection de la faune sauvage. Les participants sont ensuite récompensés par un cadeau.

## Conservation

### Conservationex situ
Le zoo est coordinateur de deux programmes européens pour les espèces menacées (EEP) : atèle à ventre blanc (en danger critique) et condor des Andes (quasi menacé).

### Conservationin situ
Les Projets Nature sont des actions de conservation et de protection sur le terrain (in situ) d’espèces animales menacées, dans lesquelles le Bioparc de Doué-la-Fontaine s’est investi depuis 2001. Pour en garantir le succès et pour les inscrire dans la durée, ces Projets Nature intègrent la prise en compte des intérêts des communautés humaines des zones concernées, grâce à la recherche de solutions durables qui les soulagent et les impliquent.
La taille modeste de ces projets, leur mise en œuvre par des acteurs locaux, leur relation à des espèces localisées dans des écosystèmes où le Bioparc est déjà actif et, dorénavant, pour lesquelles une action de conservation au sein de l’établissement (ex situ) est faite, sont des conditions essentielles à l’implication de l’équipe. Ces projets sont soutenus financièrement grâce aux recettes générées par les entrées ainsi que par les dons des partenaires mobilisés par le parc. Actuellement, le Bioparc de Doué-la-Fontaine participe à plus de 20 Projets Nature qui concernent soit des écosystèmes en danger, soit des espèces animales en danger. En 2022, le parc zoologique et son fonds de dotation "Bioparc Conservation" ont reversé la somme record de 500000 € aux associations de terrain. 

#### Les Projets Nature fondateurs

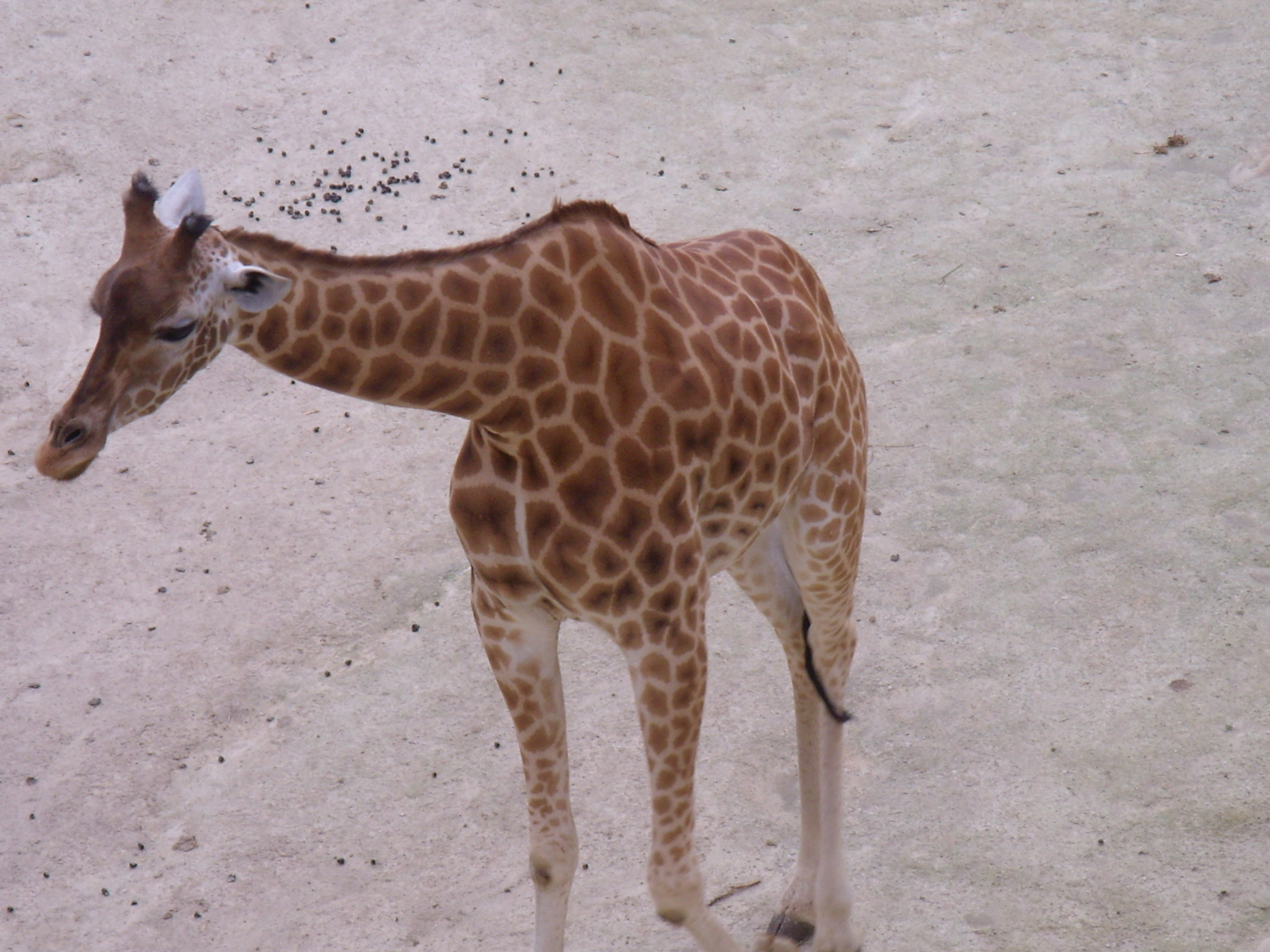
Une girafe d'Afrique de l'Ouest

Ils sont au nombre de trois. À Madagascar, au Niger et au Pérou. Pour ces projets, qui concernent la protection d'écosystèmes entiers dans le sillage d'espèces emblématiques, l'engagement du Bioparc dépasse le simple don d'argent et se traduit par un accompagnement quotidien. Participer aux réflexions sur les nouvelles orientations, seconder l'administration, approuver les résultats, communiquer et valoriser les actions… Le Bioparc de Doué-la-Fontaine est membre de la structure gestionnaire et travaille en étroite collaboration avec ses partenaires de terrains. Il est aussi le représentant Européen de ces programmes, l'entité qui fait le lien avec les grandes institutions de la conservation et les mécènes tiers. Sur le plan financier, les sommes engagés sont importantes : le Bioparc prend en charge les frais de fonctionnement de chaque association, notamment les salaires, les locaux et les véhicules, agissant également en tant que trésorier pour la gestion de toute transaction ou subvention.
- Afrique : conservation durable de l’une des dernières forêts primaires de l’Est de Madagascar avec l'association Antongil Conservation. Protection du dernier troupeau de girafes d’Afrique de l’Ouest en partenariat avec l'Association pour la sauvegarde des girafes du Niger (ASGN)[8].
- Amérique latine : renaissance de l’écosystème de forêt sèche de la Réserve Écologique de Chaparri au Pérou avec l'association Tu Tierra.

#### Les autres Projets Nature

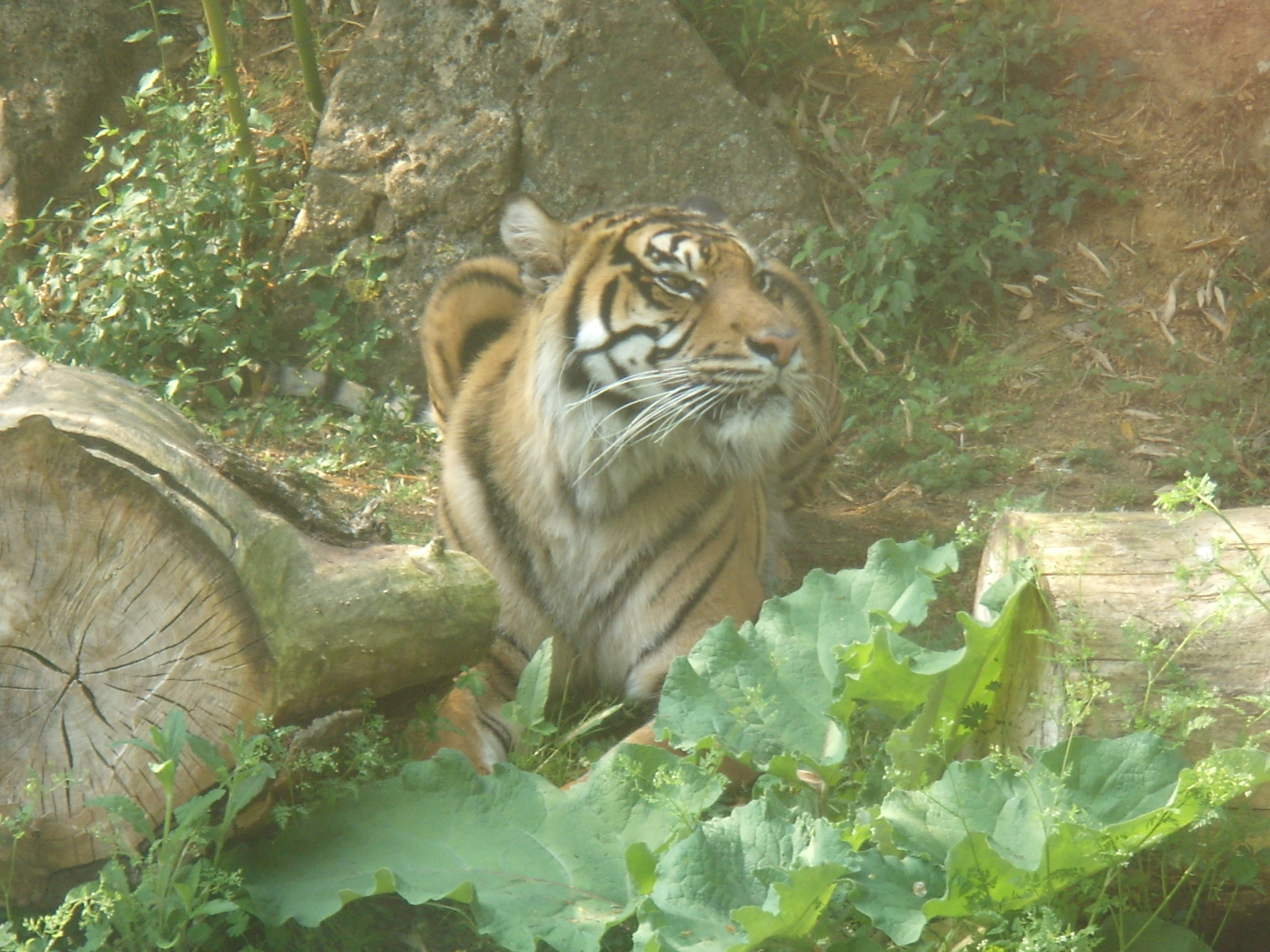
Tigre de Sumatra

Le Bioparc et son fonds de dotation "Bioparc Conservation" soutiennent à court ou moyen terme plusieurs autres projets à travers le monde. Ces projets ciblent également la mise en œuvre d'actions durables dans le programme et le calendrier des acteurs locaux.
- Afrique : girafe de Rothschild et zèbre de Grévy au Kenya, okapi en République démocratique du Congo, guépard au Somaliland, gazelle dama au Sénégal, rhinocéros noir en Namibie, vautour percnoptère en Algérie, hippopotame pygmée en Côte d'Ivoire et tortue radiée à Madagascar.
- Amérique du Sud : ara de Lafresnaye en Bolivie, condor des Andes en Argentine, ara hyacinthe au Brésil, atèle à tête rousse en Equateur, atèle à ventre blanc au Venezuela.
- Asie : panthère des neiges en Mongolie, tigre de Sumatra et panthère de Java en Indonésie, panda roux au Népal.
- Europe : ibis chauve en Espagne, vautours en France et en Bulgarie.

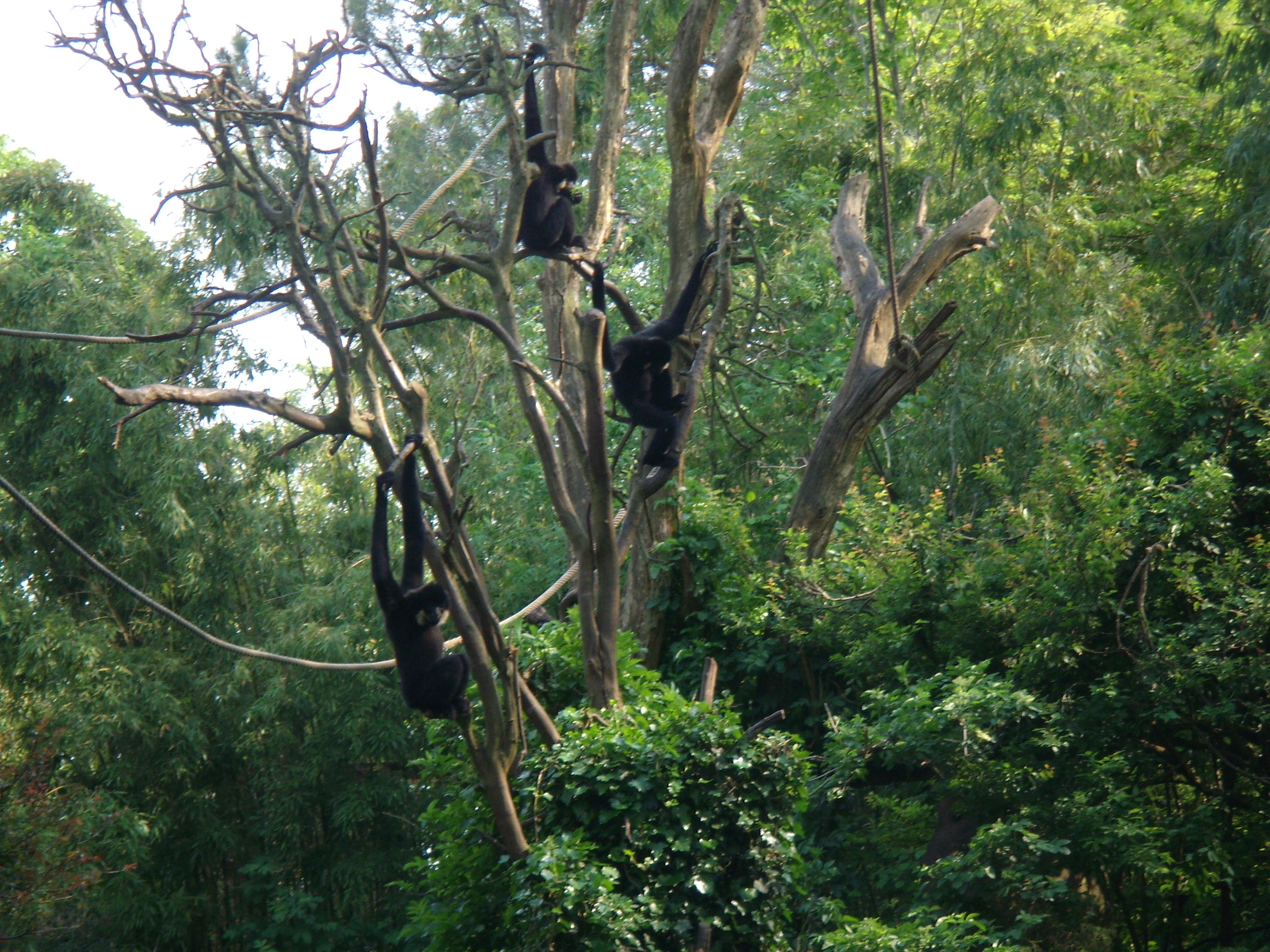
Gibbons.

## Économie

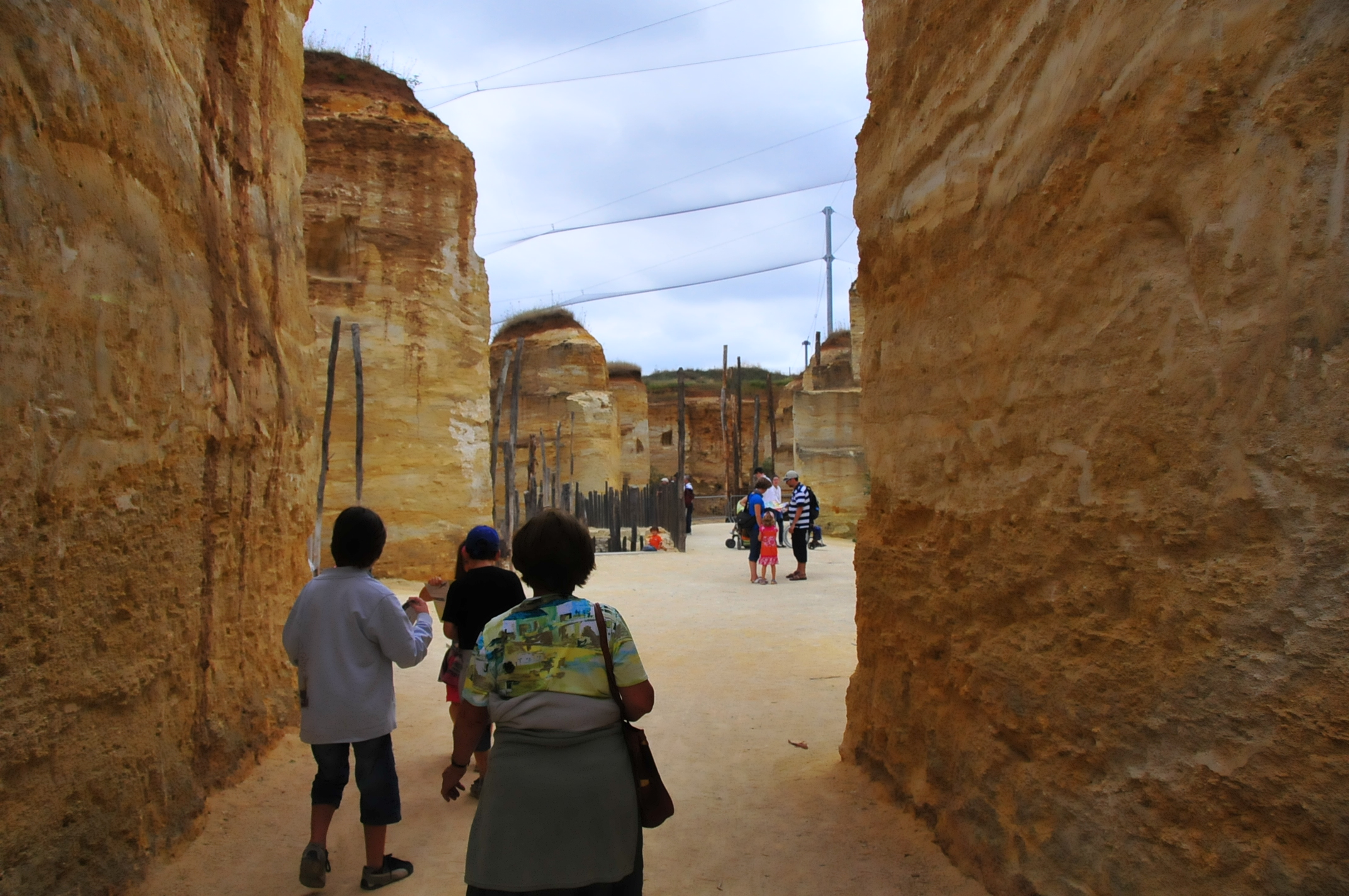
Une allée de la grande volière sud-américaine à son ouverture.

En 2021, le Bioparc est le deuxième site le plus visité en Maine-et-Loire, derrière Terra Botanica, et devant l'Abbaye royale de Fontevraud, le parc oriental de Maulévrier et le château d'Angers.
Fréquentation du Bioparc, en nombre d'entrées :
| Année | Visiteurs | Année | Visiteurs | Année | Visiteurs |
| ----- | --------- | ----- | --------- | ----- | --------- |
|       |           | 2010  | 231 764   | 2020  | 201 516   |
| 2001  | 210 000   | 2011  | 234 473   | 2021  | 223 005   |
|       |           | 2012  | 207 460   | 2022  | 274 599   |
|       |           | 2013  | 231 681   | 2023  | 272 400   |
| 2004  | 220 000   | 2014  | 228 722   | 2024  | 260 000   |
|       |           | 2015  | 218 523   |       |           |
| 2006  | 229 107   | 2016  | 222 000   |       |           |
| 2007  | 233 794   | 2017  | 239 700   |       |           |
| 2008  | 204 937   | 2018  | 224 949   |       |           |
| 2009  | 245 243   | 2019  | 241 169   |       |           |

Le Bioparc a connu sa fréquentation record en 2022 avec 274 599 visiteurs, première année d'ouverture complète après la covid-19.